# Pontevedra
Pontevedra (in galiziano AFI: /ponteˈβɛðɾa̝/) è un comune spagnolo di 83 260 abitanti, capoluogo della sua provincia omonima, della comarca omonima nonché della regione turistica delle Rías Baixas, situata a nord-ovest della Spagna nella comunità autonoma della Galizia.
Pontevedra è una città turistica e di servizi posta nella Ria de Pontevedra (la ría, da non confondere con rio che significa fiume, è un termine spagnolo usato per indicare i fiordi che si trovano sulle coste atlantiche della Galizia e del nord del Portogallo alla foce dei fiumi incuneandosi profondamente nel territorio) alla foce del fiume Lérez. La città di Pontevedra è il cuore della conurbazione intorno alla Ria de Pontevedra che conta oltre 200 000 abitanti formata dai comuni di Poio, Marín, Sanxenxo, Bueu, Vilaboa, Cotobade, Ponte Caldelas, Barro e Soutomaior.
Città d'arte e di storia Pontevedra è anche soprannominata "la buona città" e "la città del Lérez". Ha un importante complesso monumentale costituito in particolare dalla Basilica di Santa Maria Maggiore con facciata in stile rinascimentale plateresco (XVI secolo), la caratteristica Chiesa della Madonna Pellegrina (XVIII secolo), le rovine della chiesa di Santo Domenico (XIII secolo), la chiesa di San Francesco (XIII secolo) oppure la chiesa di San Bartolomeo (fine del XVII secolo) o il convento di Santa Chiara (XIV secolo). Il suo centro storico concentra numerose case con stemmi (la casa delle Campane, del XV secolo ovvero il palazzo García Flórez del XVIII secolo), alcune palazzine — palazzo delle Mendoza, Villa Pilar — nonché antichi palazzi come quello di Mugartegui (XVIII secolo), oggigiorno riconvertito in sede del Consiglio Regolatore del vino Rías Baixas o il palazzo dei Conti di Maceda, oggi riconvertito in Parador Nacional de Turismo.
La città è in piena trasformazione e nel 2013 ha ricevuto a Bruxelles il premio europeo Intermodes per la sua qualità urbana e il suo Metrominuto che ha ispirato quelli di Firenze, Ferrara, Modena e di Genova. Nel 2014 ha ricevuto anche a Dubai il premio internazionale dell'ONU "ONU-Habitat" per la sua qualità urbana e di vita e la sua politica per l'accessibilità. Nel 2015 ha ricevuto il premio internazionale di eccellenza urbana del Center for Active Design a New York. La città ha anche vinto il primo premio della Commissione Europea per la sicurezza urbana nel 2020. Negli ultimi anni è stata considerata una delle città spagnole più belle da siti internazionali specializzati in viaggi. Il prestigioso quotidiano britannico The Guardian l'ha descritto in settembre 2018 come un paradiso tra le città spagnole.
Come capitale della provincia sudoccidentale di Galizia Pontevedra è la sede del Consiglio Provinciale di Pontevedra, della Prefettura della provincia di Pontevedra nonché del Tribunale Provinciale, della Questura provinciale e degli uffici amministrativi provinciali.
La città ha dato il nome alla città di Ponte Vedra Beach in Florida, negli Stati Uniti.

## Geografia fisica

### Territorio
Pontevedra si trova in fondo alla ria omonima, la Ria di Pontevedra nell'estuario del fiume Lérez. Questo luogo è sempre stato molto strategico, poiché è il primo punto venendo dal mare, attraverso la ria di Pontevedra, dove si può attraversare da nord a sud per mezzo di un ponte, originariamente il ponte del Burgo, il "ponte vecchio" che ha dato il nome alla città. La città è stata un crocevia fin dall'antichità a causa della sua posizione strategica. 

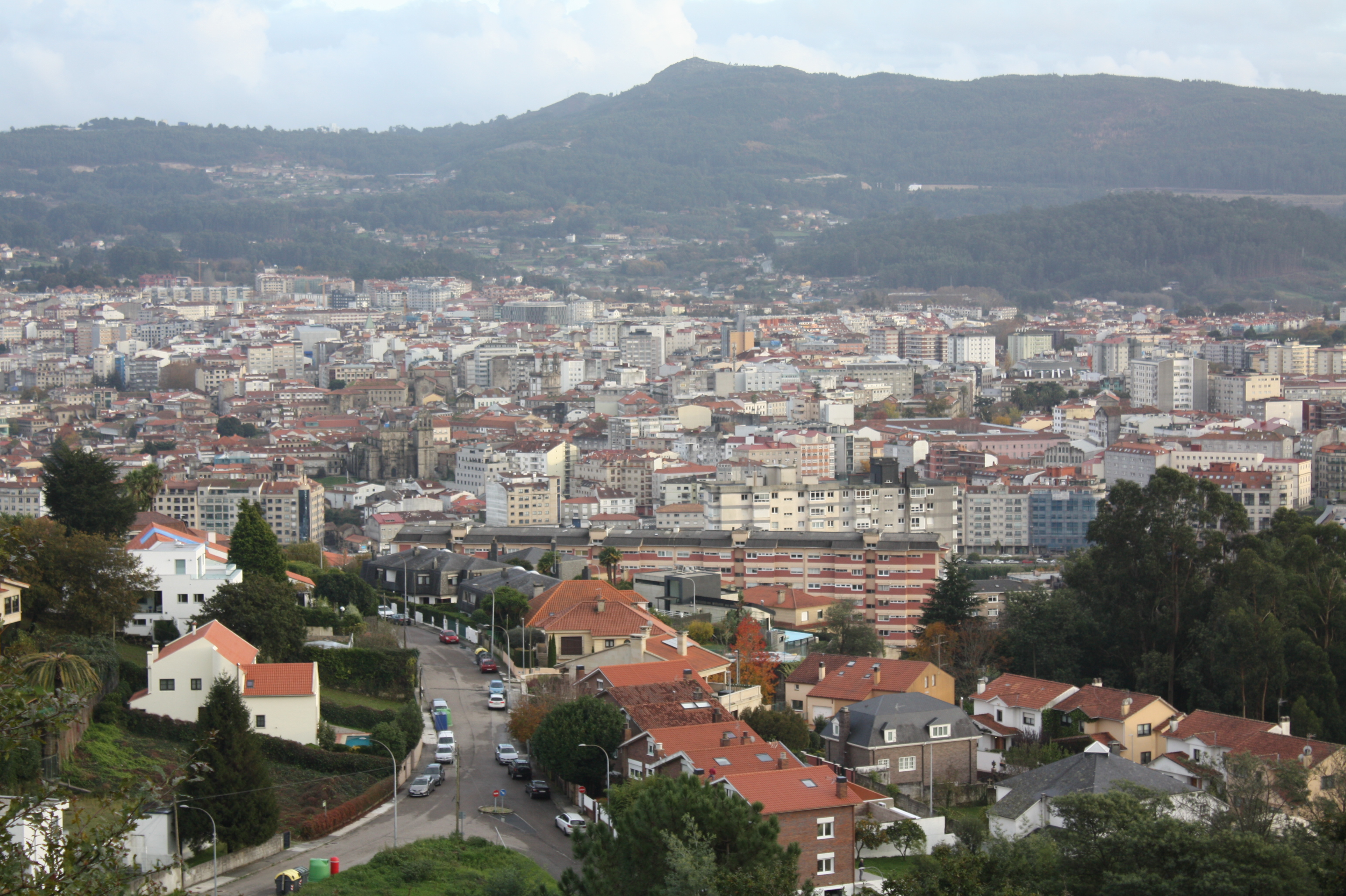
Vista parziale della città dal quartiere di A Caeira

Il litorale del suo comune si estende dal quartiere di Orillamar nella città stessa (dal porto turistico di Pontevedra o dal molo di Corbaceiras, a valle) fino a Estribela, un quartiere di Pontevedra situato nella parrocchia civile marittima di Lourizán, vicino al Porto di Marín-Pontevedra. Il comune confina con il comune di Poio in un agglomerato urbano, il che significa che il ponte della Barca serve da confine per la separazione dell'intero continuo urbano. Il comune di Pontevedra copre 118,3 km² e si estende per circa venti chilometri da nord a sud.

### Clima
Pontevedra, secondo la classificazione dei climi di Köppen, gode di un clima tipicamente oceanico o atlantico. La temperatura media è di 14,8 °C.

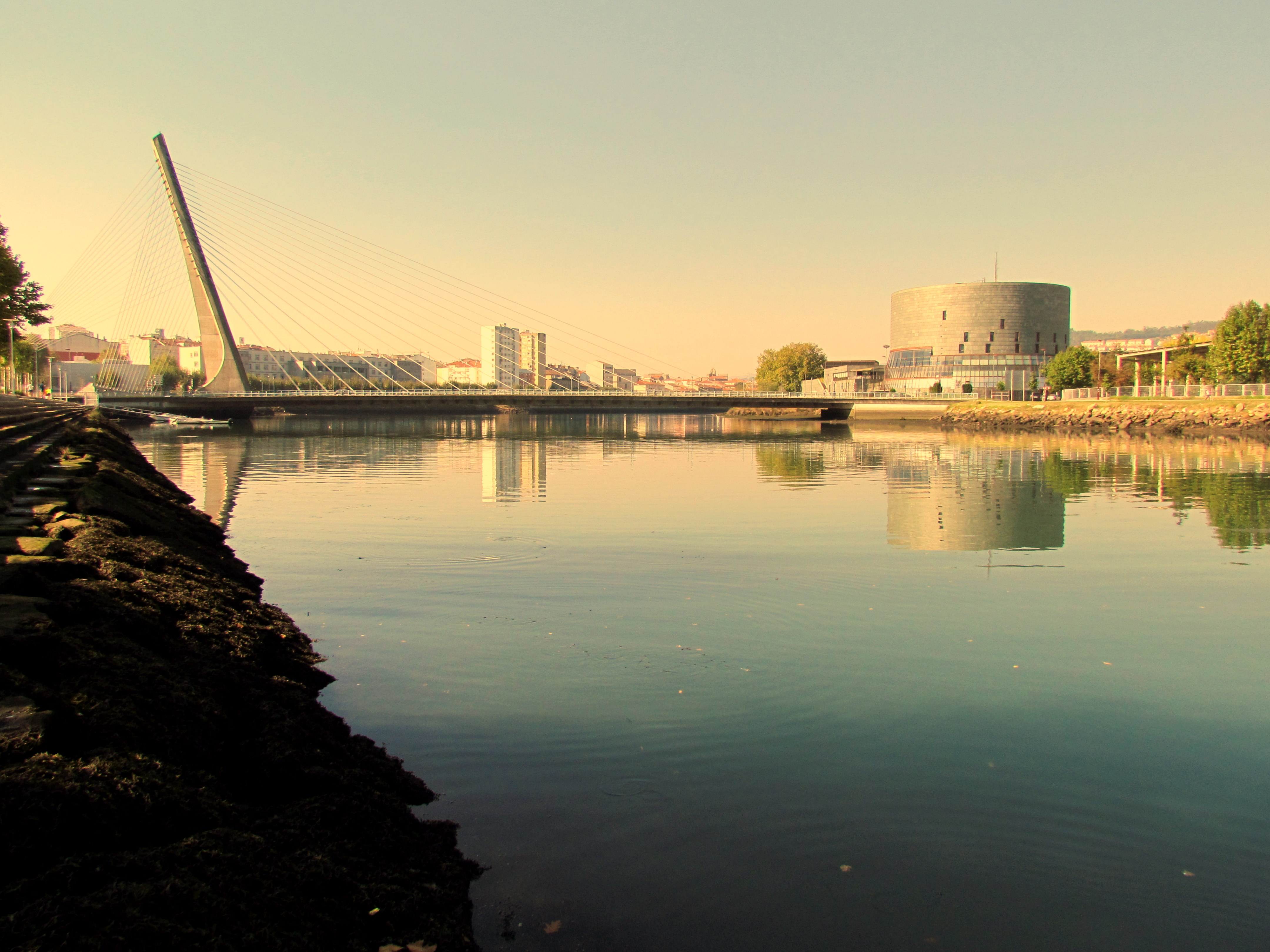
Ria de Pontevedra, Palazzo dei Congressi e Ponte dei Tiranti

## Storia
Diversi studi e ricerche archeologiche non hanno potuto dimostrare l'esistenza di insediamenti umani preistorici precedenti all'epoca di dominazione romana che la chiamarono Duos pontes prima e poi Pontis Veteris , per il ponte costruito dai Romani attorno al quale cominciò a svilupparsi la città. Una leggenda attribuisce la fondazione della città a Teucro, eroe dell'Iliade, e studi recenti dichiarano la certezza della sua fondazione ad opera dei Romani.

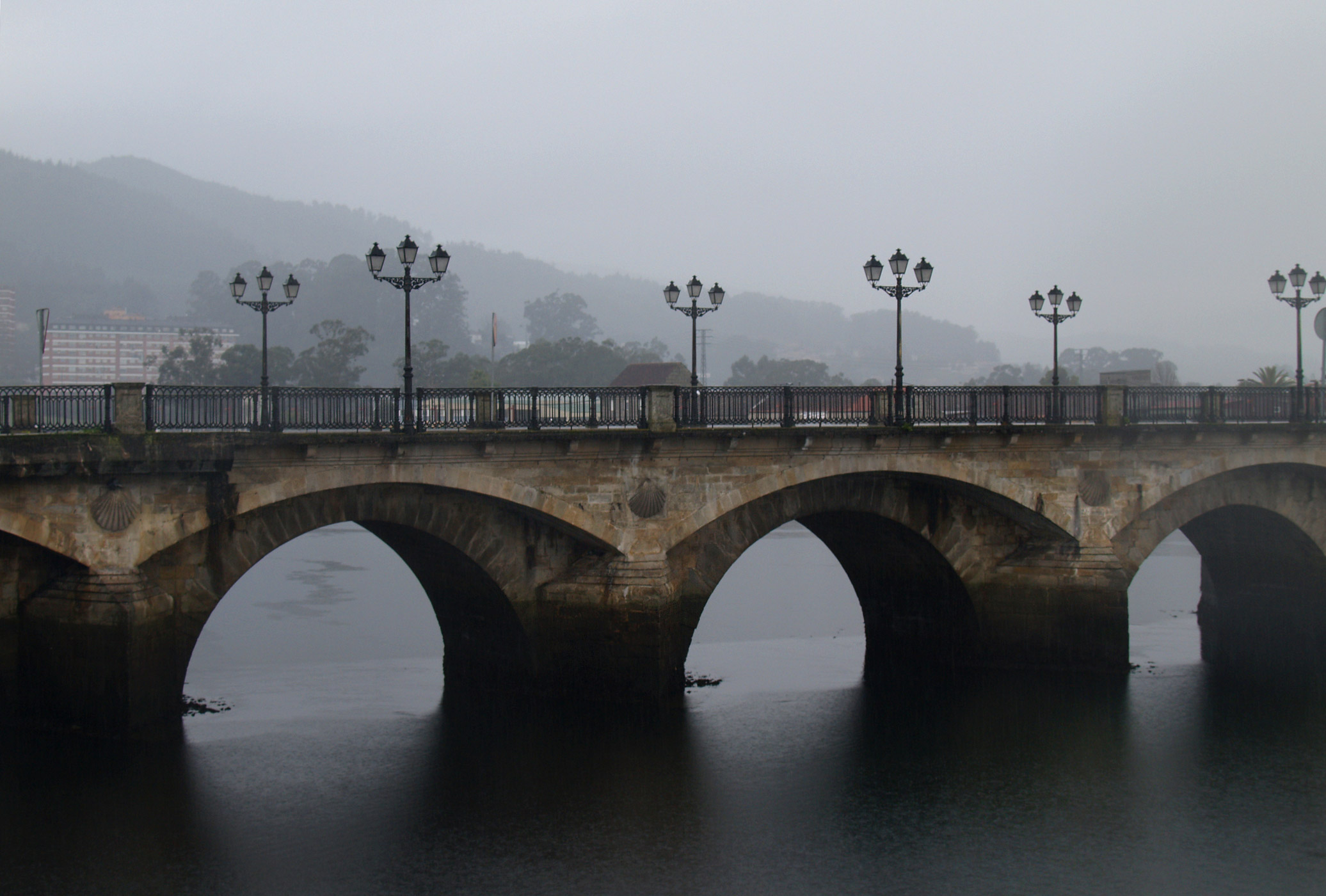
Il ponte del Borgo, il ponte vecchio

Nel Medioevo durante il regno di Ferdinando II ci si adoperò per la ricostruzione di strade e ponti e così venne rimpiazzato il ponte romano che aveva favorito la nascita della città che era in rovina, con le aggiunte medioevali è quello ancora oggi in funzione (Ponte del Borgo).
Pontevedra rinacque e ampliò la cinta muraria aumentando la popolazione; la massima prosperità si ebbe da quando il re Enrico IV concesse l'istituzione di una Fiera Franca di 60 giorni che si tenne nella Piazza della Herreria la più importante della città. Pontevedra divenne così la più importante e popolata città della Galizia con un attivo porto. Questo stato di floridezza continuò ad esistere fino alla fine del XVI secolo quando cominciò la decadenza a causa dell'abbandono da parte della Corona di Castiglia e delle guerre successive. Il porto cominciò inoltre a insabbiarsi.

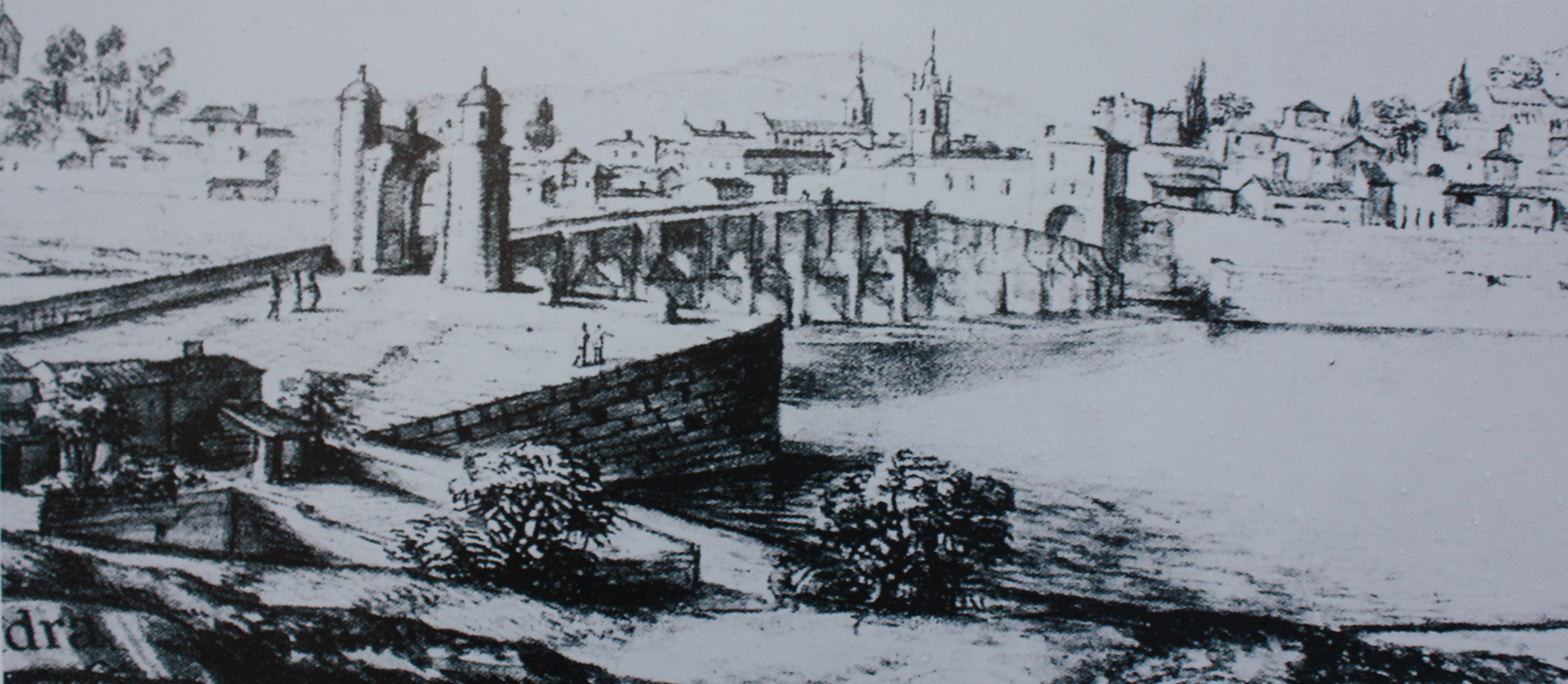
Pontevedra nel 1669 in un'illustrazione di Pier Maria Baldi

Questa situazione cambia nel XIX secolo: una rinascita si ebbe in questo secolo quando si creò l'istituzione delle province nel 1833 e Pontevedra ne fu un capoluogo grazie alla sua importanza in Galizia, la sua situazione geografica nel centro della sua provincia e il suo importante complesso monumentale e storico.

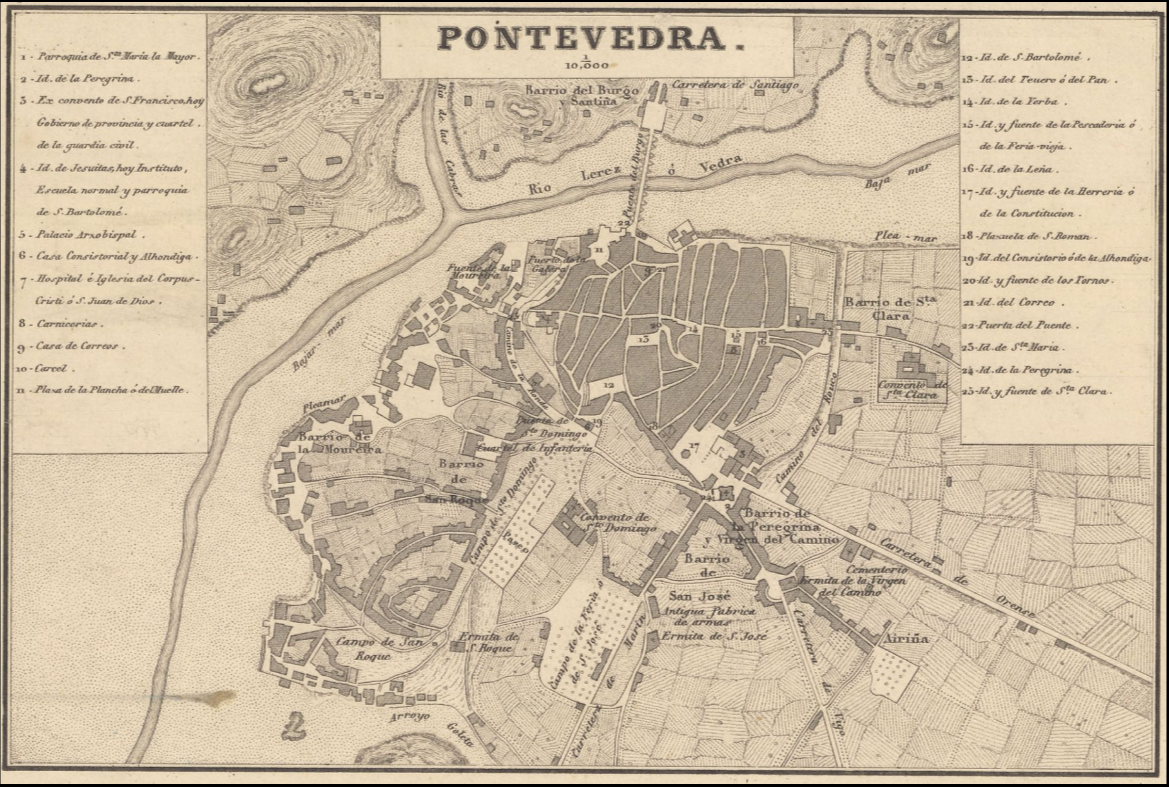
Mappa della città del XIX secolo, di Francisco Coello de Portugal y Quesada

La guerra civile del 1936-39 portò lotte e la politica dell'autarchia ridusse l'industria favorendo molto maggiormente la città pontevedresa di Vigo con una zona franca e un polo di sviluppo, concentrando così questa città vicina a Pontevedra la maggioranza delle industrie. L'industria principale a Pontevedra è quella di estrazione dal legno della pasta per la produzione della carta.
Attualmente Pontevedra sta riprendendosi e aumenta la sua popolazione a spese degli altri centri della Galizia. Da 1999 Pontevedra si è trasformata grazie a un'importante rinnovazione urbana e culturale, diventando una delle città spagnole più accessibili per i disabili e che ha più aree a traffico limitato e pedonali. Il premio europeo Intermodes alla mobilità urbana le è stato assegnato nel 2013 a Bruxelles. La città aveva già ricevuto nel 2011 il premio spagnolo alla mobilità sicura e sostenibile durante il II Congresso di città per la Sicurezza Stradale della Spagna.

## Monumenti e luoghi d'interesse
Di piacevole aspetto accanto al mare, con una magica atmosfera, con un centro storico e un centro della città pedonali, con un'alta qualità di vita con il più importante centro storico della Galizia insieme a Santiago de Compostela, Pontevedra ha monumenti notevoli. 

### Architetture religiose

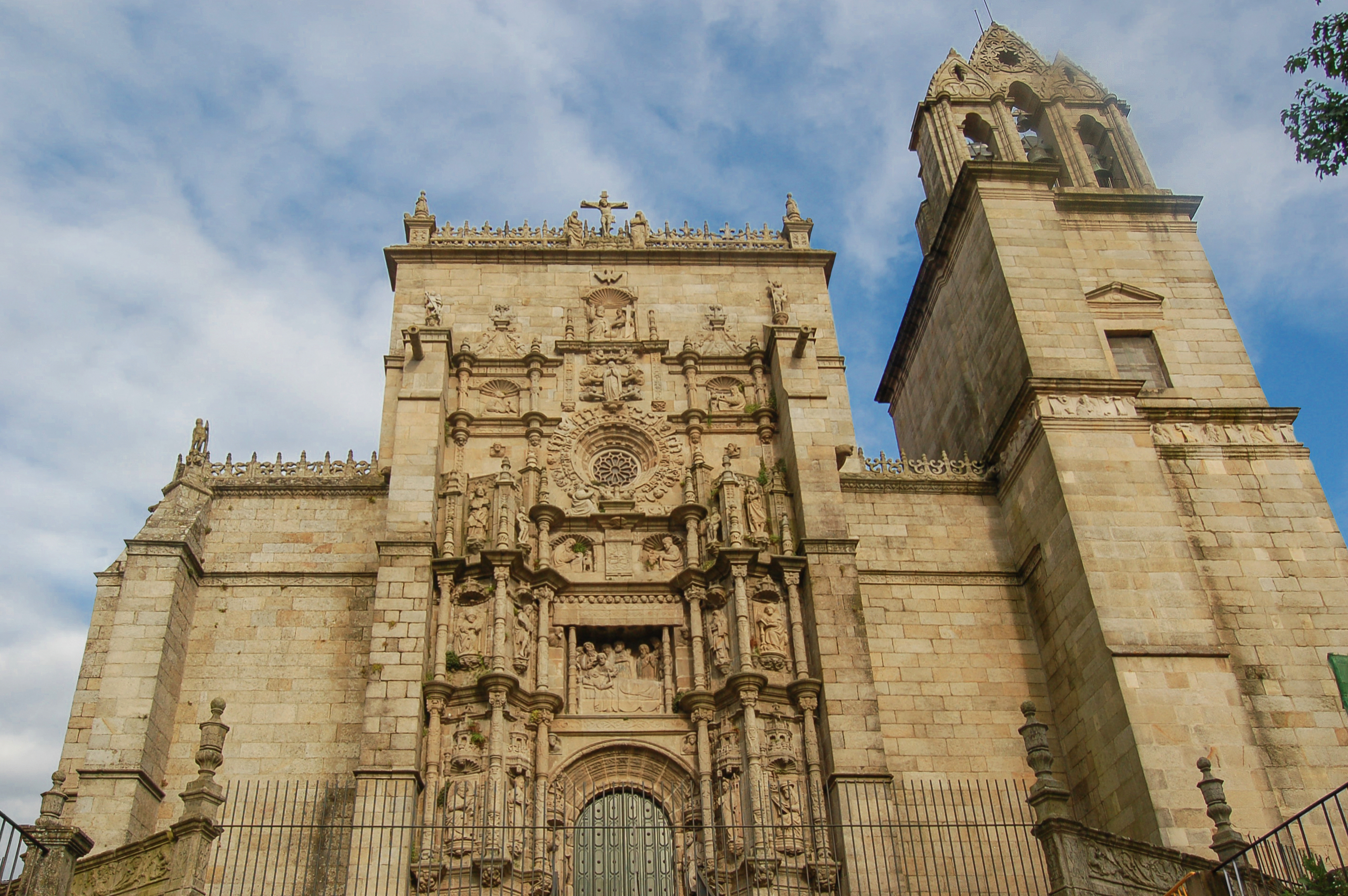
Basilica Rinascimentale di Santa Maria Maggiore

- La chiesa barocca della Madonna Pellegrina (Iglesia de la Virgen Peregrina), unica chiesa spagnola arrotondata, dalla singolare forma a conchiglia, simbolo dei pellegrini di Santiago, e facciata convessa con due torri, eretta nel 1778-82, meta di pellegrinaggi[24]
- La Basilica di Santa Maria Maggiore, il più importante monumento religioso in stile rinascimentale galiziano, dichiarata monumento storico artistico, gotica con facciata rinascimentale eretta dal 1500 al 1559. Il suo portico scolpito in granito è come un paliotto[25].Accanto alla basilica si trovano i resti delle mura medievali.
- La chiesa e il convento gotici di San Francisco dei secoli XIV-XV con un portale del 1229 e, all'interno, la tomba del poeta e ammiraglio Payo Gomez Chariňo liberatore di Siviglia dai Mori nel 1248
- La chiesa gotica del XIV secolo di Santo Domingo con la rimanente abside trasformata in Museo Lapidario contenente resti preistorici, stemmi, stele romane, lapidi e iscrizioni romane, sculture paleocristiane, romaniche e gotiche
- La chiesa barocca di San Bartolomeo (XVII secolo)
- Il convento gotico di Santa Chiara (XIII secolo)
- Il monastero di San Benedetto di Lérez (XVIII secolo)
- Santuario delle Apparizioni.Casa gotica delle Campane

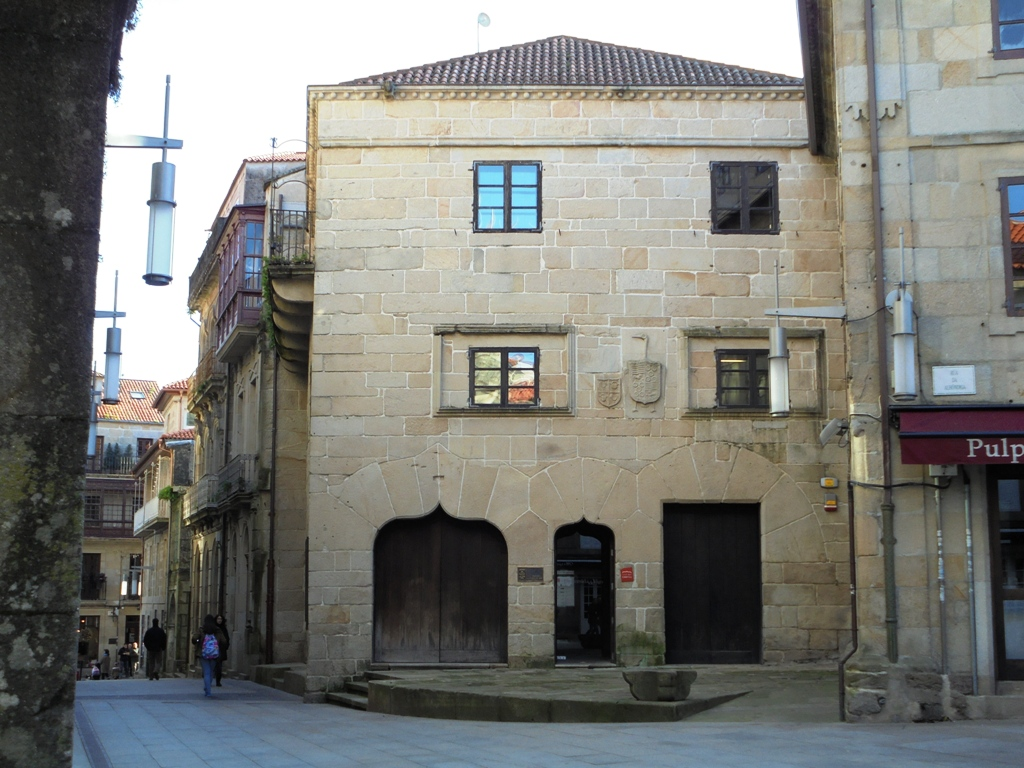
Casa gotica delle Campane

- Cappella del Nazareno. (XIV secolo)
- Cappella delle Anime. (XIX secolo)
- Cappelle di San Rocco.
- Collegio della Compagnia di Gesù (barocco italiano).
- Monastero di San Gianni di Poio.

### Architetture civili

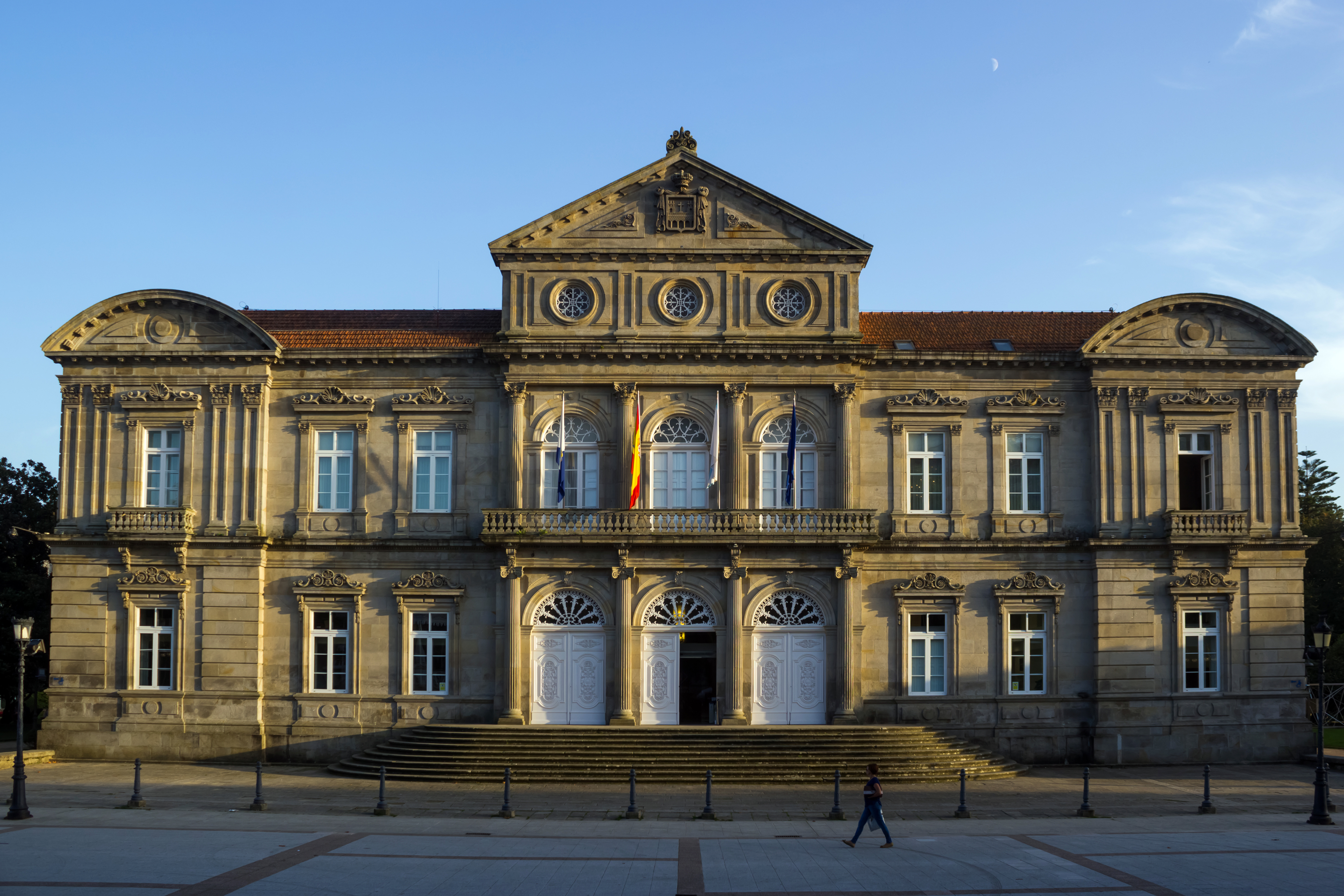
Palazzo della Deputazione di Pontevedra, facciata sulla Gran Vía di Montero Ríos

- La Casa gotica delle Campane (XIV secolo).
- La casa del Corriere Vecchio (XVI secolo).
- Resti medievali delle mura cittadine.
- Palazzo dei Conti di Maceda (XVI secolo), oggi Parador Nazionale del Turismo (albergo di lusso).
- Palazzo dei Gago e Montenegro (XVI secolo), sulla piazza di Teucro con un grande stemma sulla facciata.
- Case rinascimentale delle facce.
- Palazzo barocco di Mugartegui. (XVIII secolo)
- Palazzo barocco di García Flórez (con un grande stemma sulla facciata) del XVIII secolo.

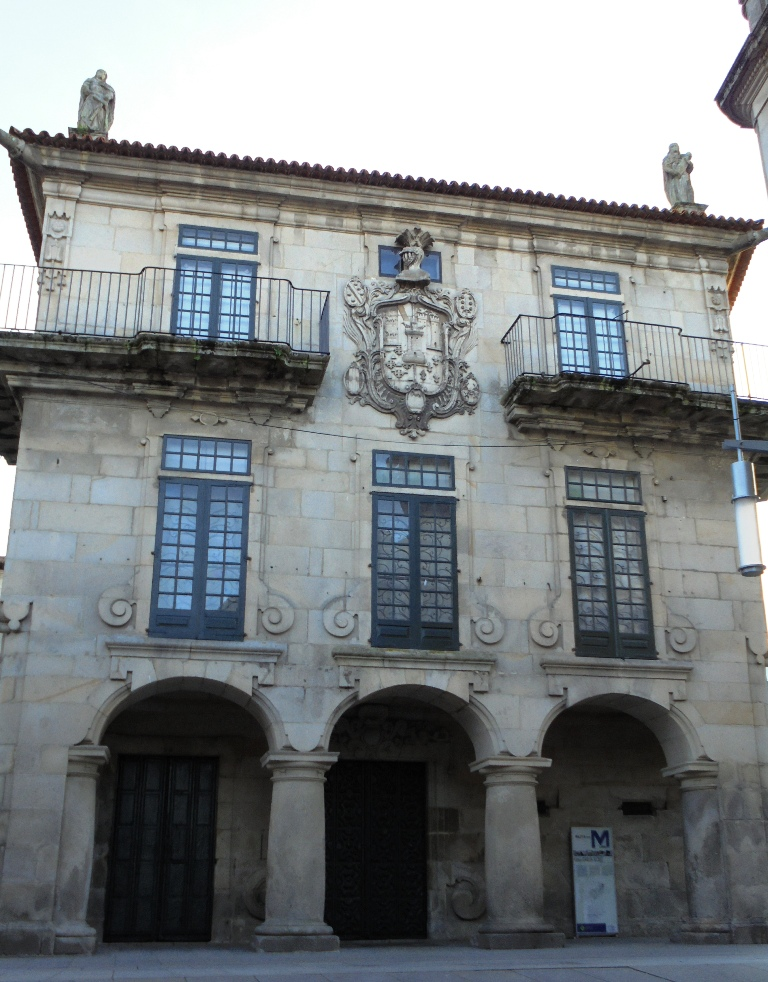
Pazo barocco di García Flórez

- Palazzo barocco del Marchese di Aranda sulla piazza di Teucro.
- Casa barocca dei Barbeito e Padrón.
- Teatro principale, neoclassico.
- Palazzo municipale (XIX secolo) sulla Praza de España.
- Palazzo della Deputazione di Pontevedra (XIX secolo)
- Edificio della Scuola Normale di Pontevedra, edificio eclettico della fine del XIX secolo
- Casa dei Fonseca, neoclassica.
- Liceo Valle-Inclán, stile Liberty.
- Palazzo di Lourizán, stile Liberty.
- Caffè Moderno, stile Liberty.
- Villa Pilar, stile eclettico.
- Facoltà delle Belle Arti (XIX secolo).
- Palazzo dei Congressi del XX secolo.
- Numerose strade porticate (Via degli Soportali ad esempio).
- Le piazze del centro storico, come quella della Herrería, con una bella fontana, o quelle della Legna, di Méndez Núñez, di Curros Enríquez, della Verdura, di Mugartegui, delle cinque vie, del Porto, di Santa María, della Stella.

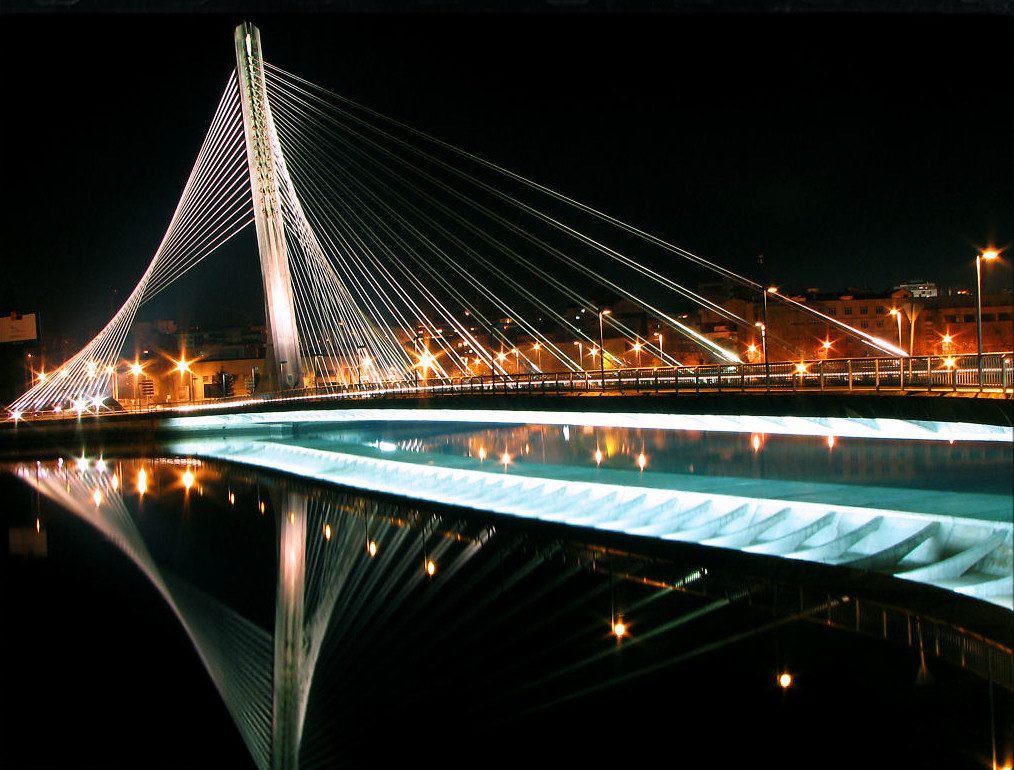
Ponte dei Tiranti

- Ponte dei TirantiLa Praza de España, l'Alameda e il viale Gran Vía di Montero Ríos, centro della città del XIX secolo con importanti uffici amministrativi (Municipio, Prefettura, Consiglio Provinciale).
- Il Monumento agli Eroi di Puente Sampayo, sulla Praza de España.
- Il "Monumento a Cristóbal Colón" (Cristoforo Colombo).
- Statua di Teucro, mitico fondatore della città.

### Piazze medievali

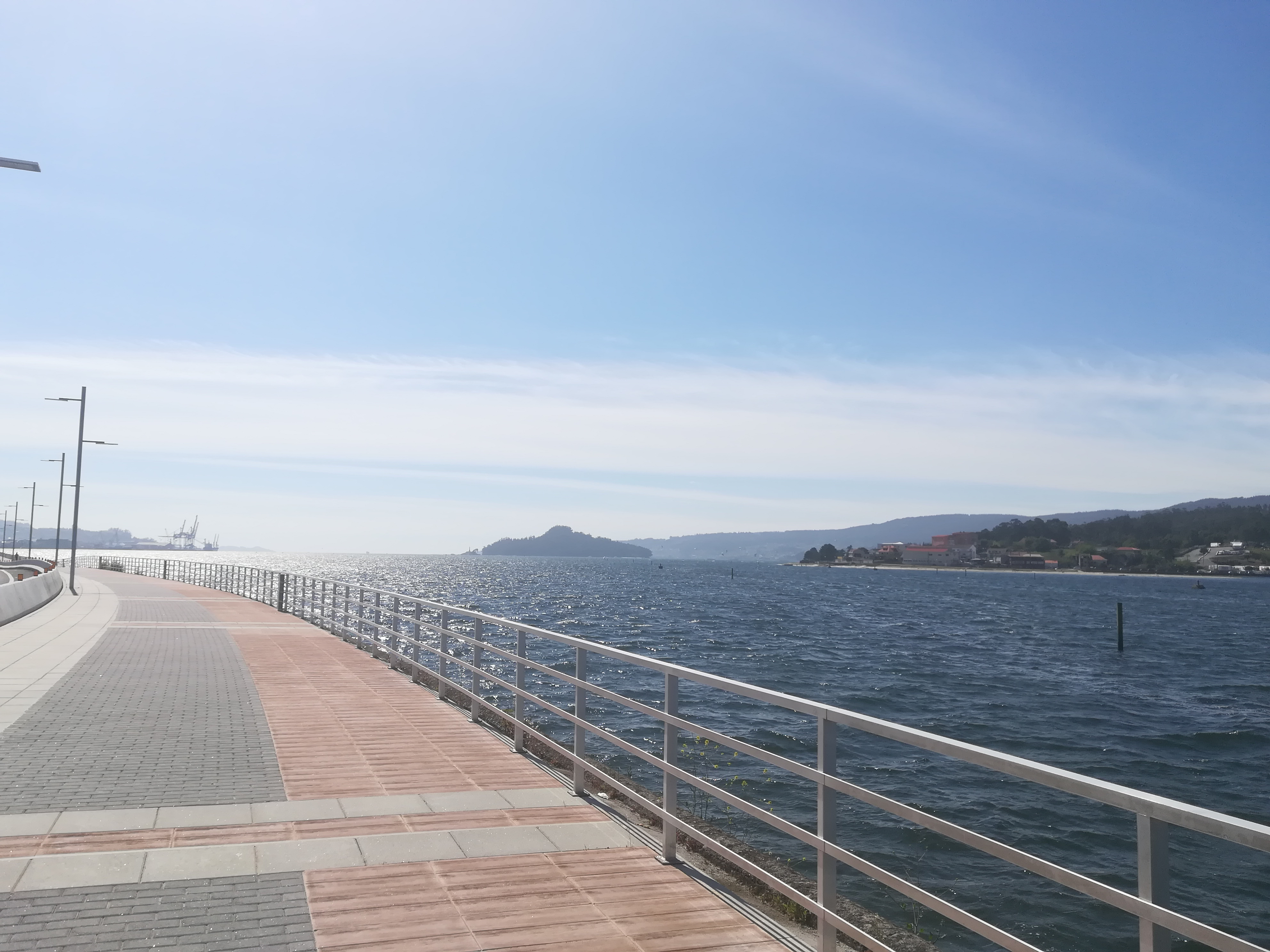
Lungomare di Pontevedra

- Piazza della Legna
- Piazza della Herrería
- Piazza Teucro
- Piazza della Verdura

### Ponti
- Ponte medievale del Borgo.
- Ponte della Barca
- Ponte dei Tiranti, ponte strallato del XX secolo.
- Ponte delle Correnti, ponte ad arco bowstring del XXI secolo.

### Aree naturali
Pontevedra è la seconda città galiziana per il numero di parchi e giardini. Tra questi si trovano:
- Parco dell'Alameda, XIX secolo.
- Parco delle Palme.

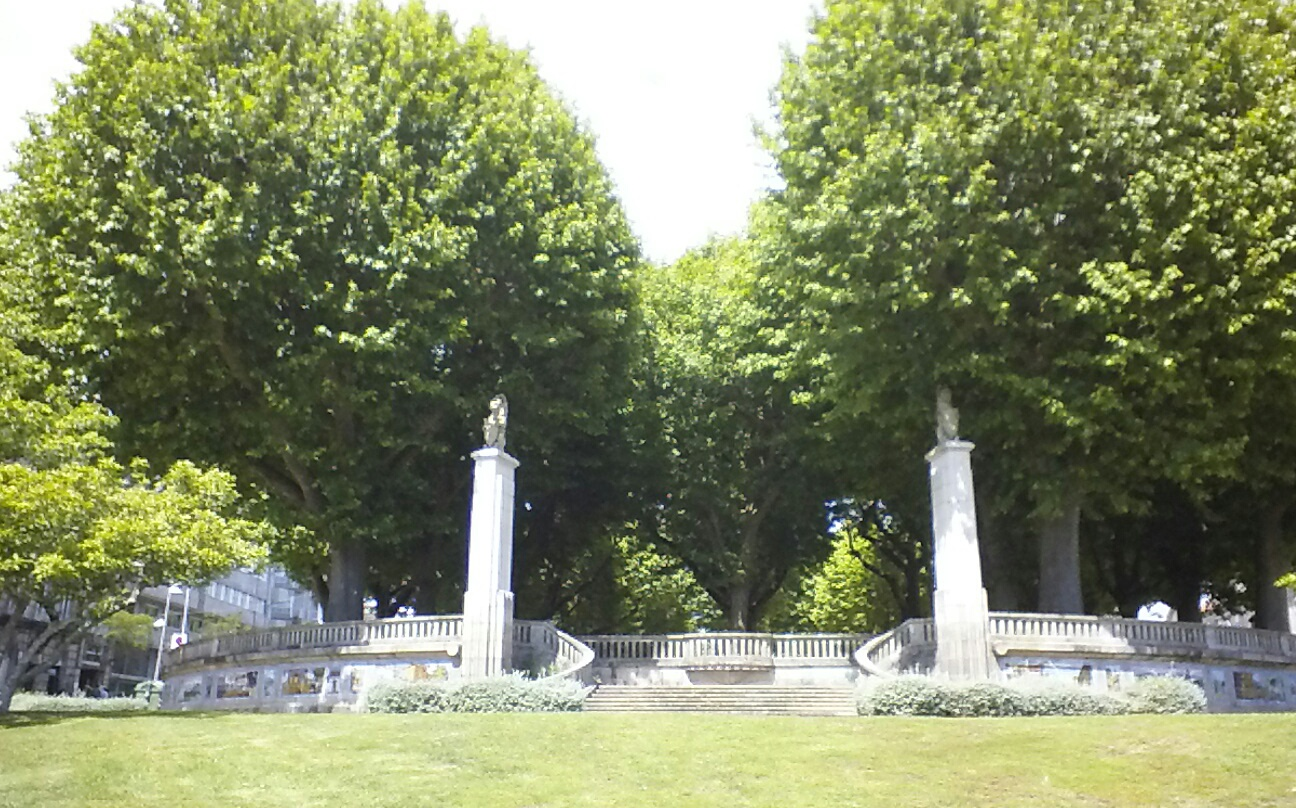
Ingresso del Parco dell'Alameda

- L'Isola delle Sculture. Grande parco con sculture in granito di artisti internazionali della fine del XX secolo.
- Piazza di Barcelos.
- Parco naturale delle Palludi dell'Alba.
- Parco del fiume Gafos.
- Parco Rosalia di Castro.
- Parco di Campolongo.
- Spiaggia del Lérez.
- Il Lungomare di Pontevedra.
- La Ria di Pontevedra.
- L'isola di Tambo.

## Società

### Evoluzione demografica
Evoluzione demografica della città di Pontevedra
Fonte: INE

## Cultura

### Musei
- Museo Provincial de Pontevedra, ritenuto tra uno dei migliori Musei provinciali di Spagna, posto in sei edifici, tra cui, due palazzetti del 1760 nella Piazza della Legna. Contiene stele antropomorfe preistoriche, un magnifico Tesoro aureo di arte preistorica, antichità romane, mobili antichi, ceramiche e croci processionali ed inoltre una ricca quadreria con opere di epoca rinascimentale e barocca fra cui Salvator Rosa, Ribera, Murillo, Guercino, Luca Giordano, Tiepolo, Bernini.
- Centro di Interpretazione delle Torri Arcivescovili.

### Università
Pontevedra ospita il Campus Universitario di Pontevedra, che ha diverse facoltà (Scienze sociali e della comunicazione, Chinesiterapia, Belle Arti, Scienze dell'educazione, della formazione e dello sport) e scuole universitarie (ingegneri forestali, infermieri), nonché il Centro Universitario della Difesa a Marín. La città ospita anche il centro regionale dell'UNED di Pontevedra, creato nel 1972 e che ha iniziato a operare nel gennaio 1973. È stato il primo centro regionale UNED in Spagna situato fuori Madrid, insieme a quello di Las Palmas de Gran Canaria.

## Infrastrutture e trasporti

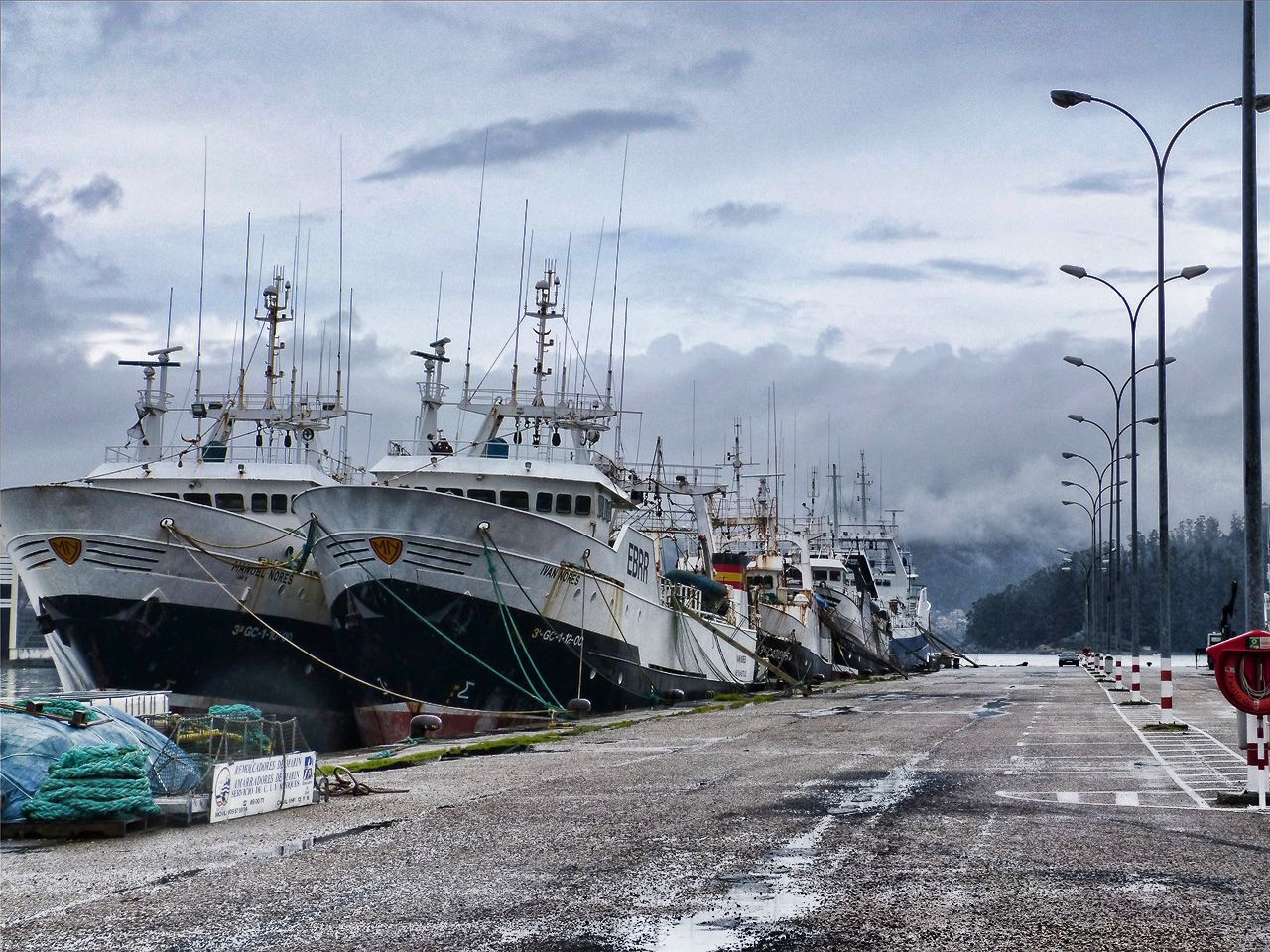
Il porto di Marín-Pontevedra

### Ferrovie
La città di Pontevedra è dotata di una stazione sulla ferrovia tra Redondela e Santiago de Compostela.

### Porti
Il porto principale della città è a 6 kilometri nella sua agglomerazione, il porto di Marín-Pontevedra. È presente anche un porto turistico più piccolo gestito dal club nautico di Pontevedra.

## Dintorni
Nei dintorni:
- Combarro: villaggio di pescatori a 6 km da Pontevedra. La località è famosa per i numerosi crocifissi in pietra antichi e gli antichi granai in pietra o in legno.
- Spiaggia di Cabeceira a 3 km da Pontevedra, Spiaggia di Portocelo, Spiaggia di Mogor, Spiaggia di Aguete a 7-10 km da Pontevedra.
- Sanxenxo: a 16 km da Pontevedra in riva alla Ria di Pontevedra, principale stazione balneare della Galizia: principale centro turistico galiziano in estate.
- Spiaggia della Lanzada (Ria di Pontevedra) a 25 km di Pontevedra. Principale spiaggia galiziana.
- Il "Mirador de Cotorredondo", bellissimo punto panoramico sulla ria di Pontevedra e su quella di Vigo a 9 km da Pontevedra.
- Isola della Toja a 30 km da Pontevedra.
- Bueu: stazione balneare col "Museo Marinero Massò" voluto da Guglielmo Marconi che qui installò una radio trasmittente transatlantica il 29 dicembre 1932.
- Caldas de Reis, centro di acque minerali solforose già conosciute dai Romani che le chiamavano Aquae Celenae con la bella chiesa romanica di Santa Maria.

## Galleria d'immagini

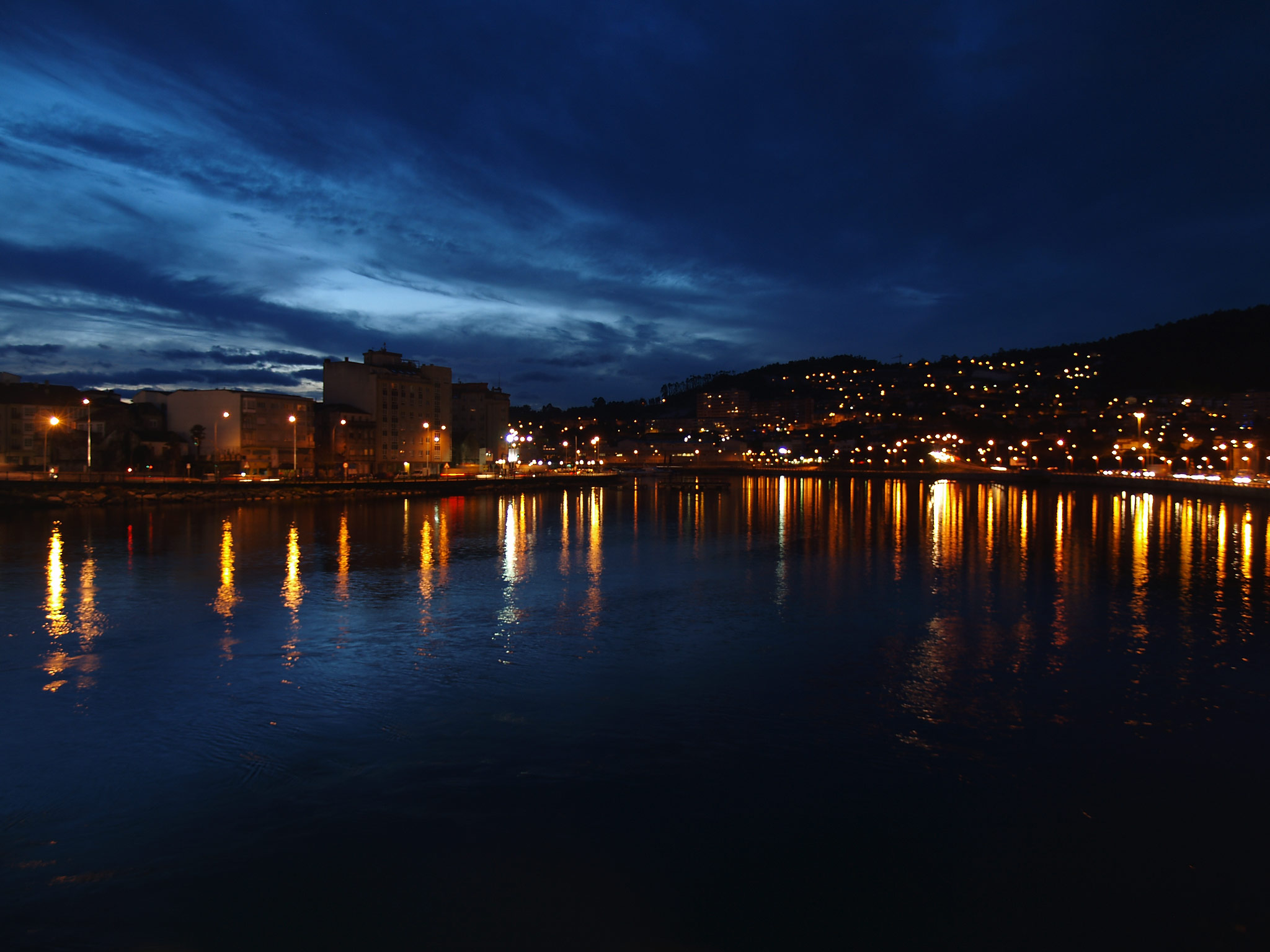
La città accanto alla sua Ria
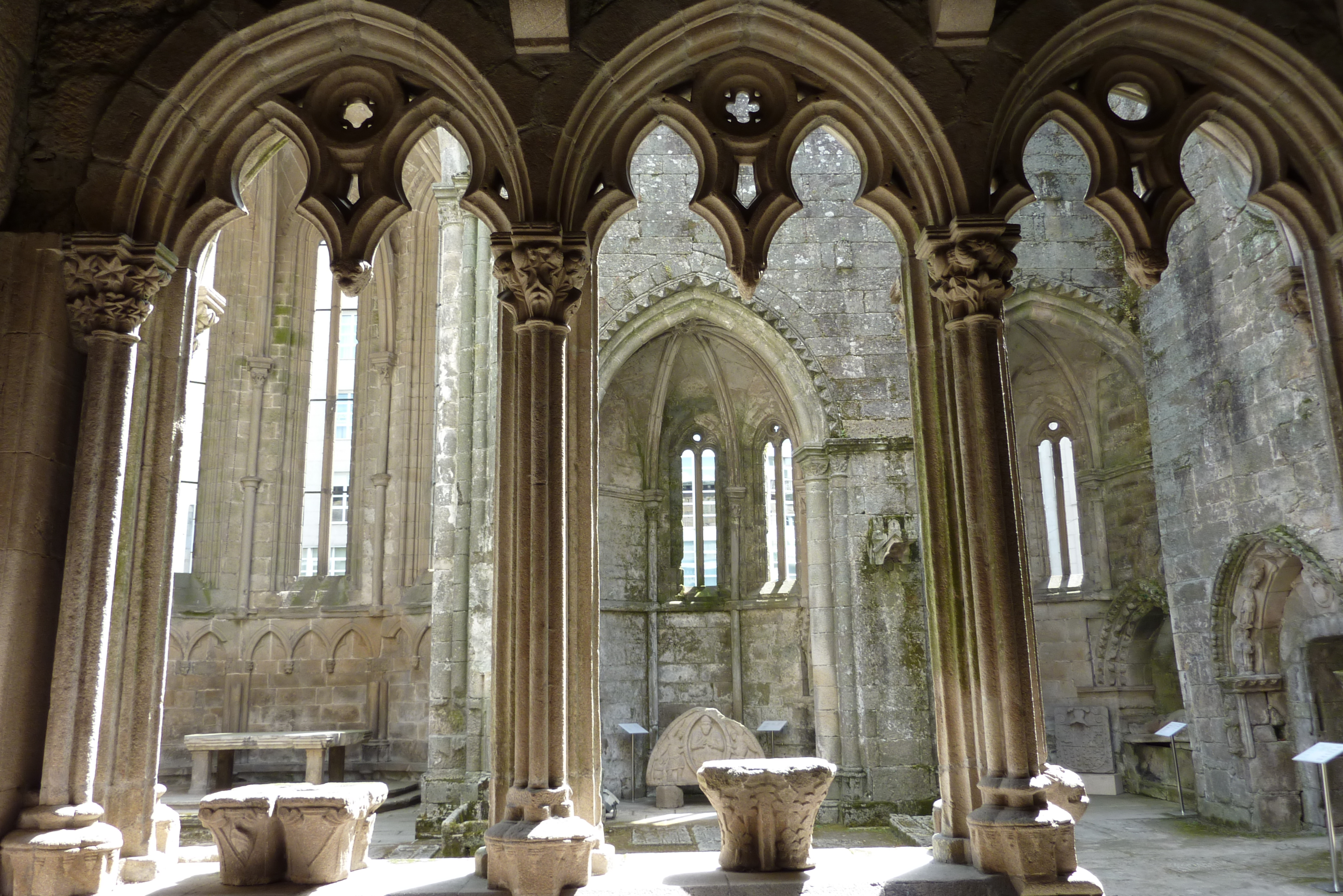
Rovine di Santo Domenico
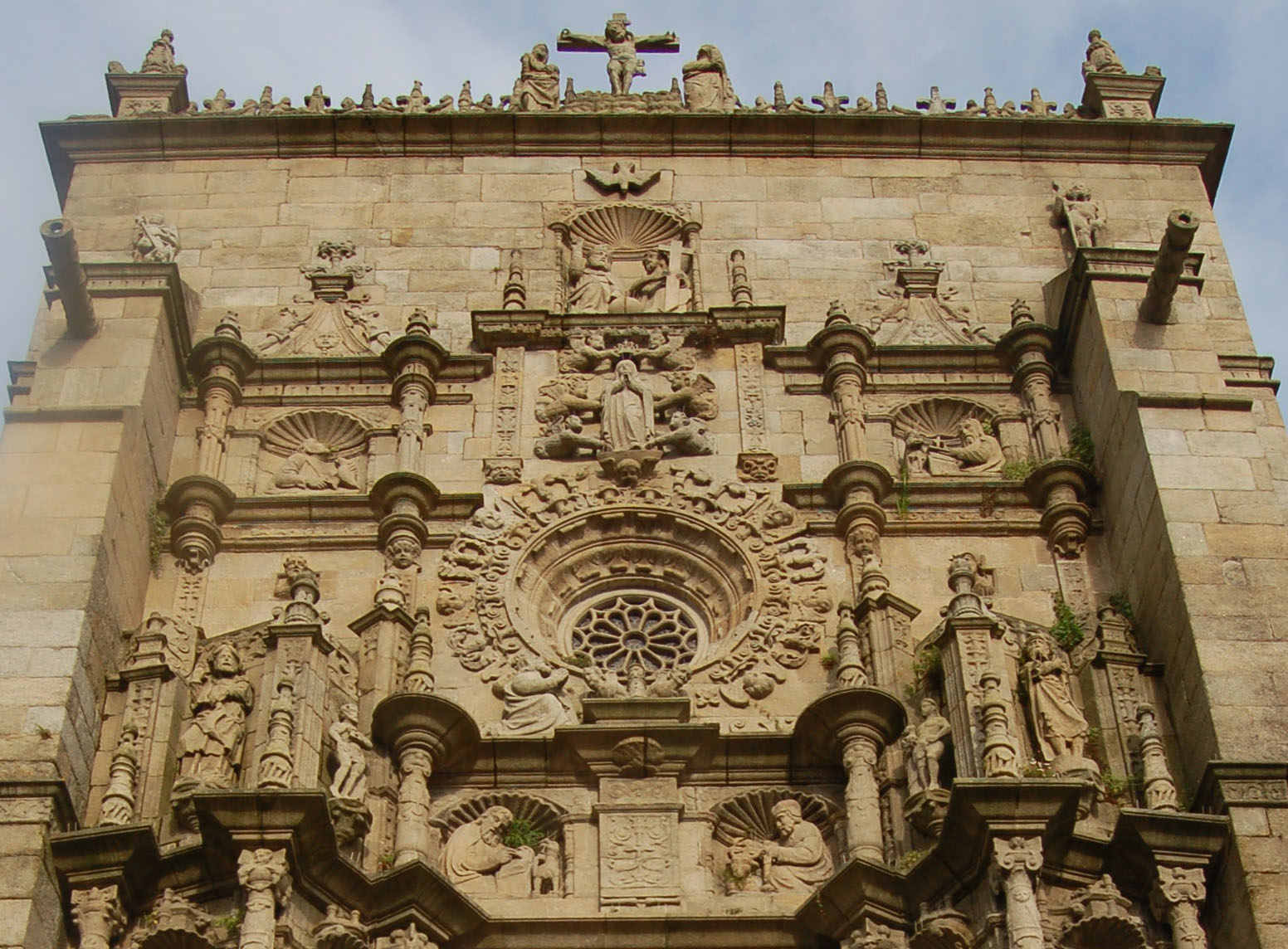
Parte superiore della facciata della Basilica di Santa Maria
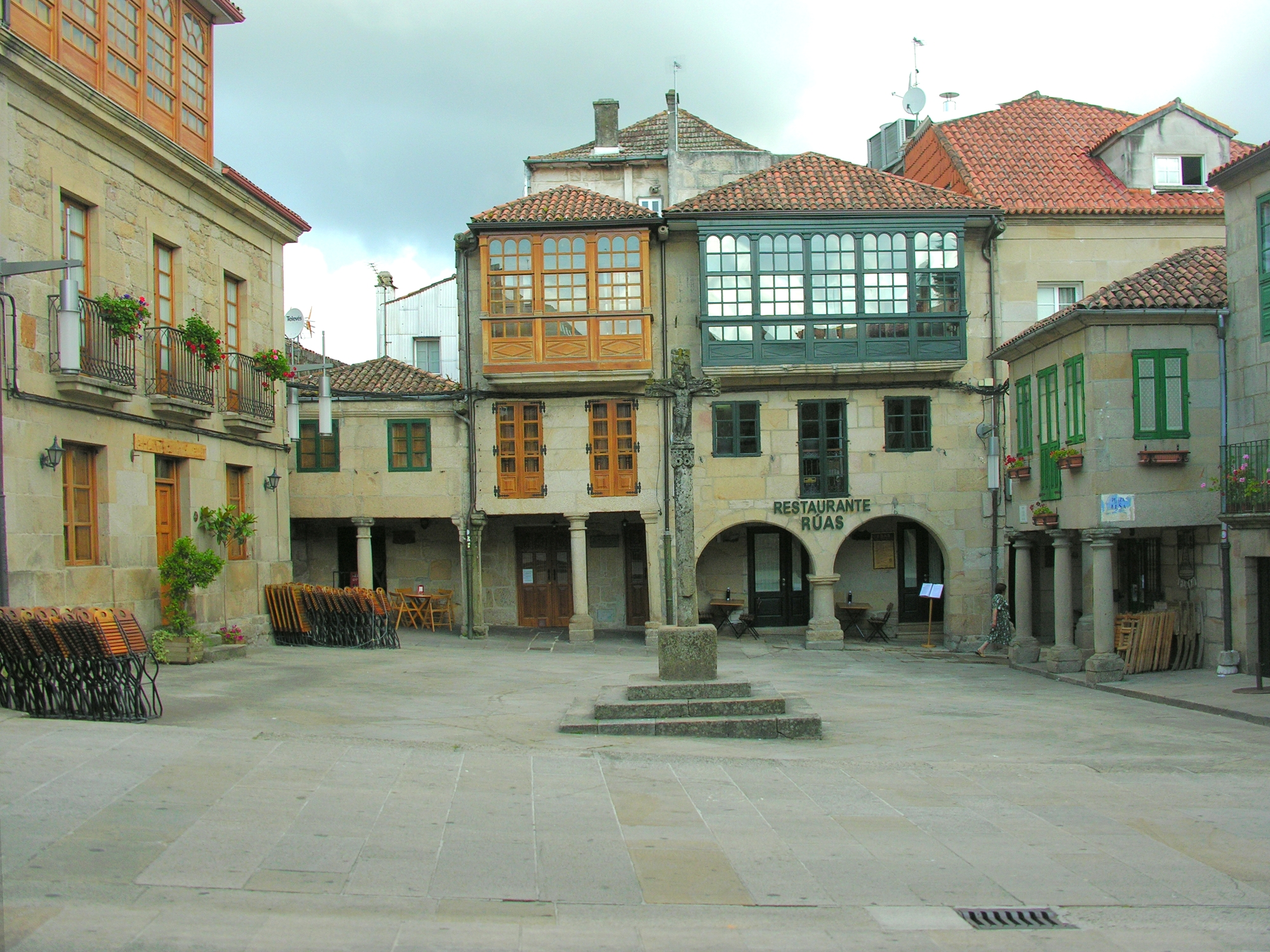
Scorcio della Piazza della Legna
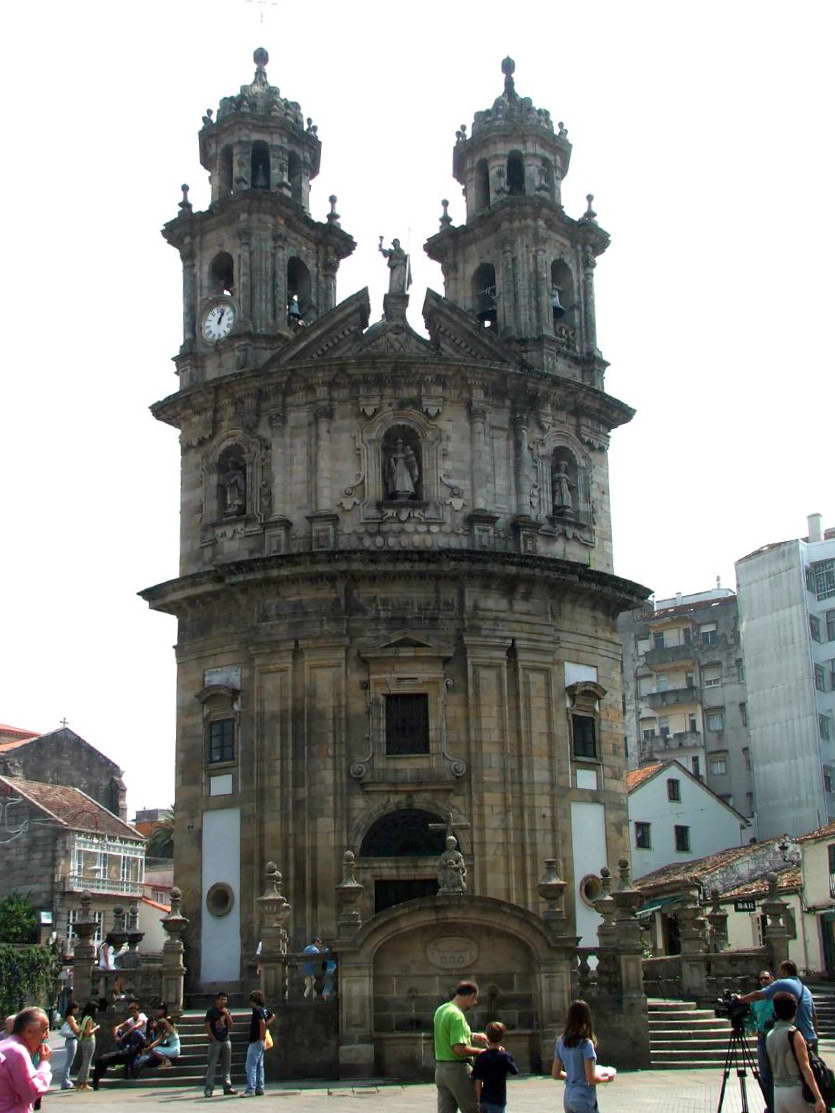
Chiesa barocca arrotondata della Pellegrina
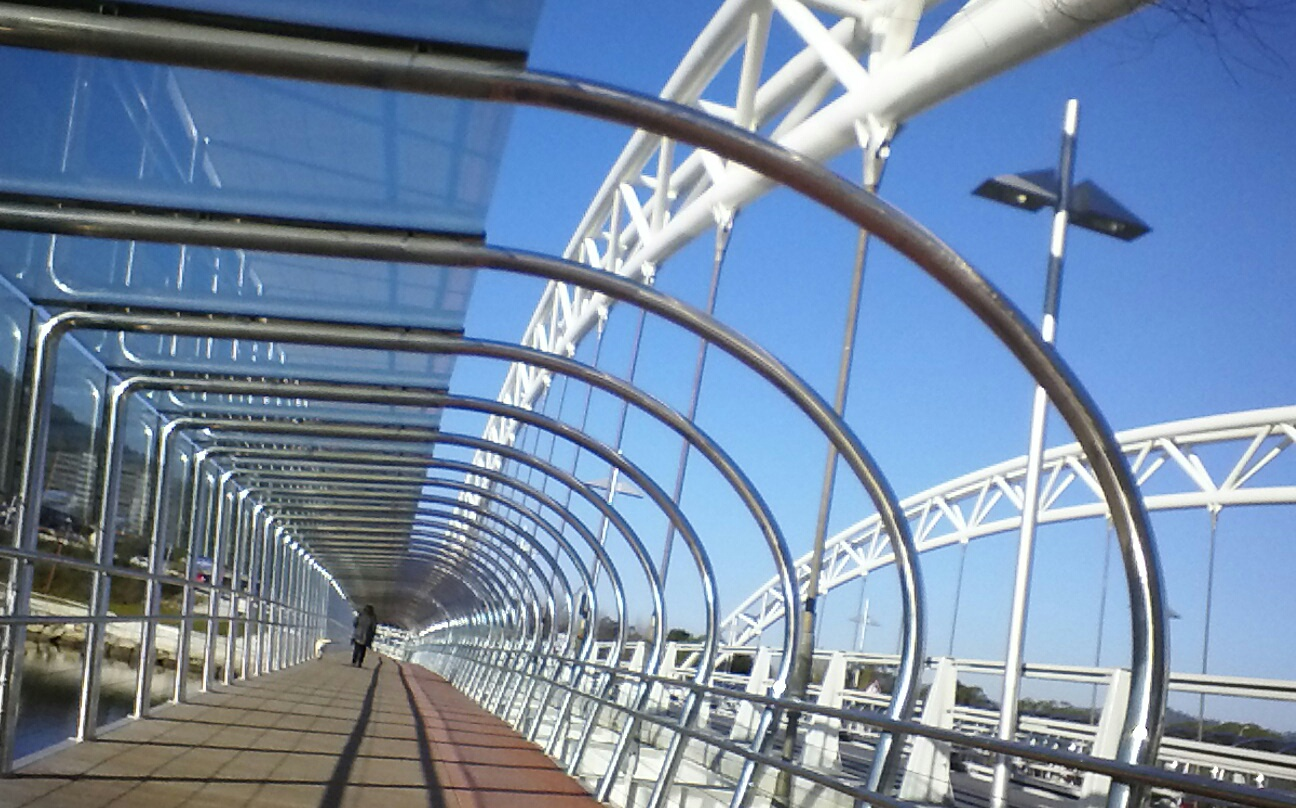
Ponte delle Correnti, interno
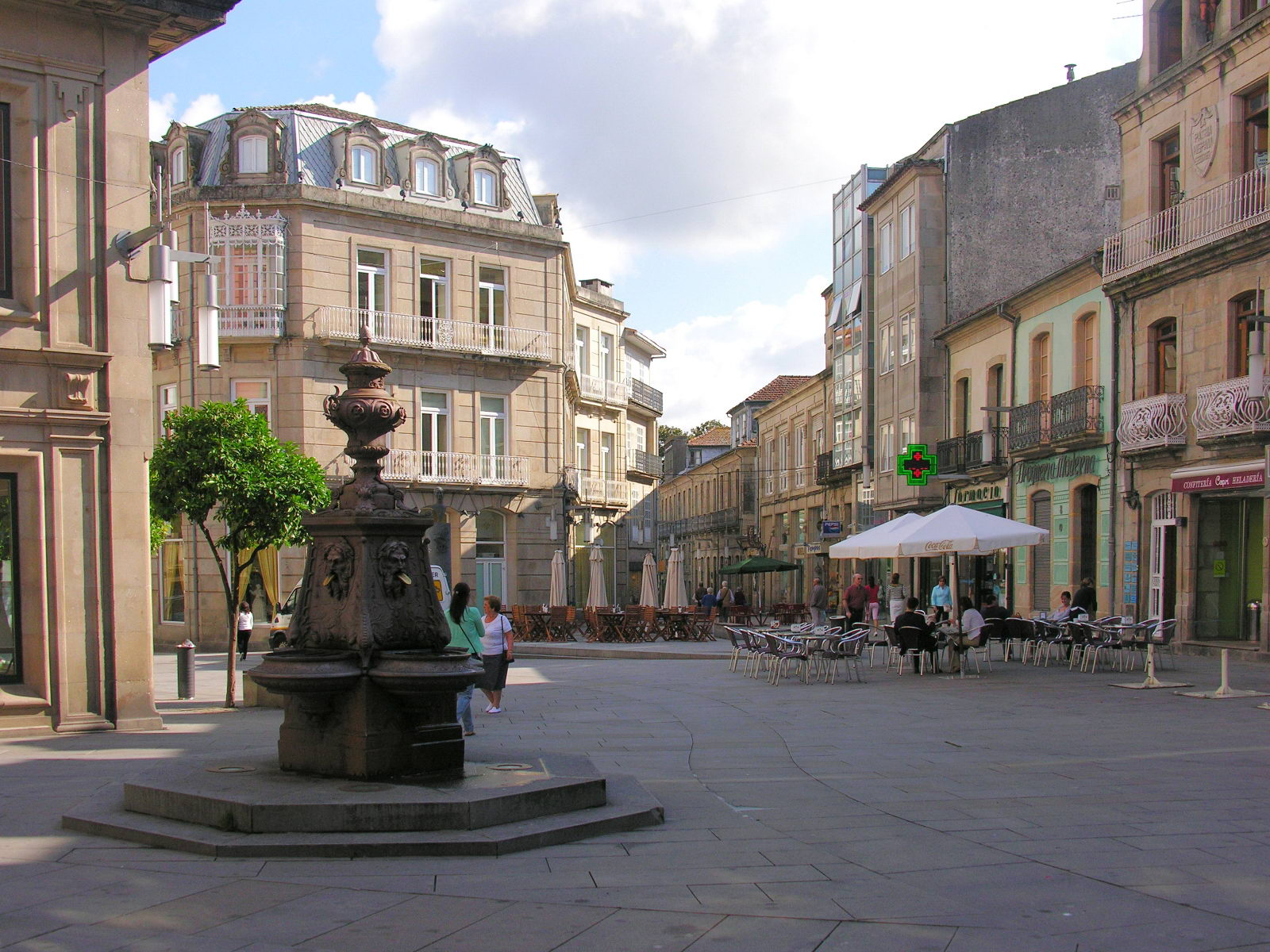
Piazza di Curros Enríquez, centro storico
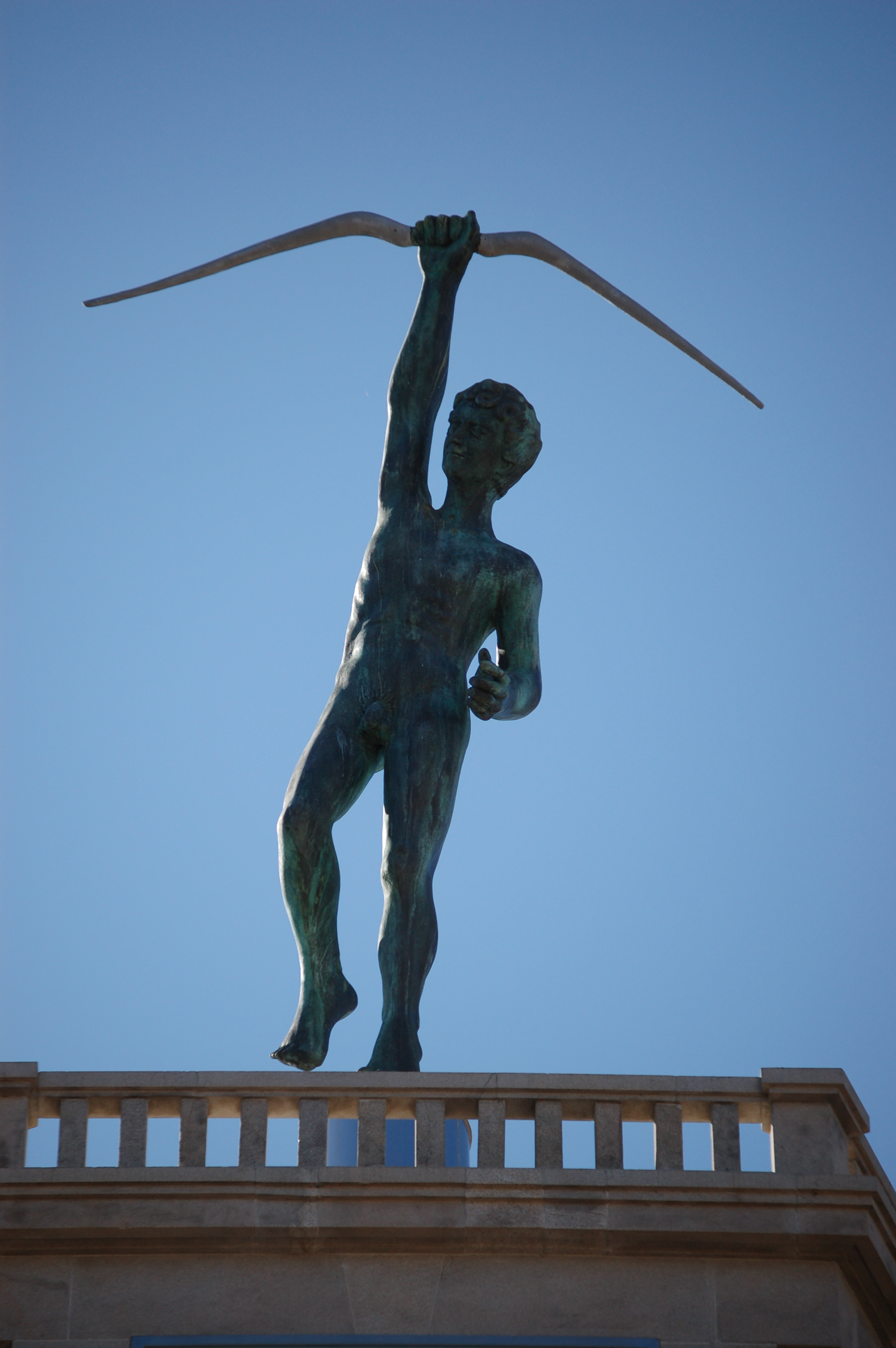
Teucro in piazza San José
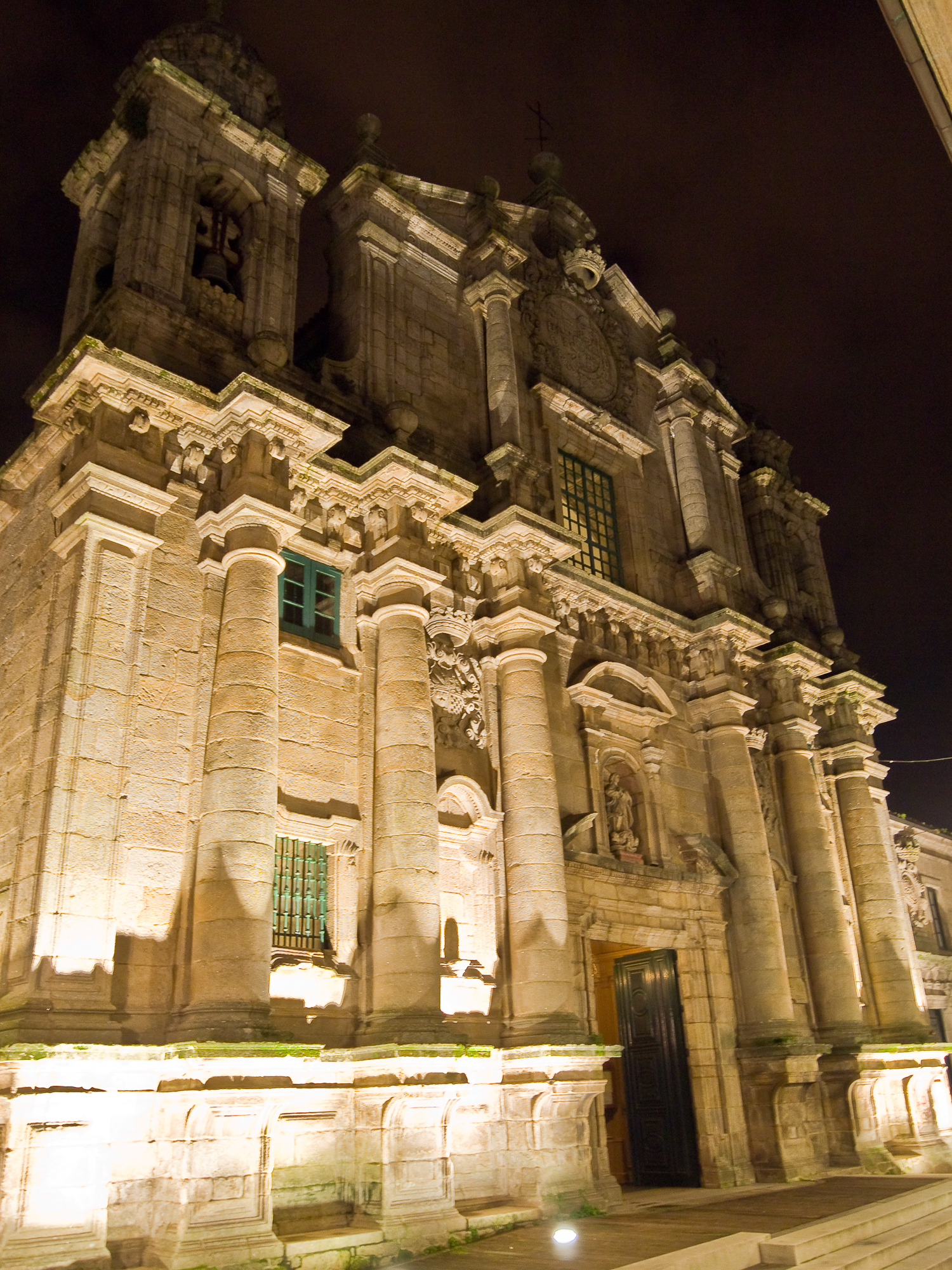
Chiesa barocca di San Bartolomeo
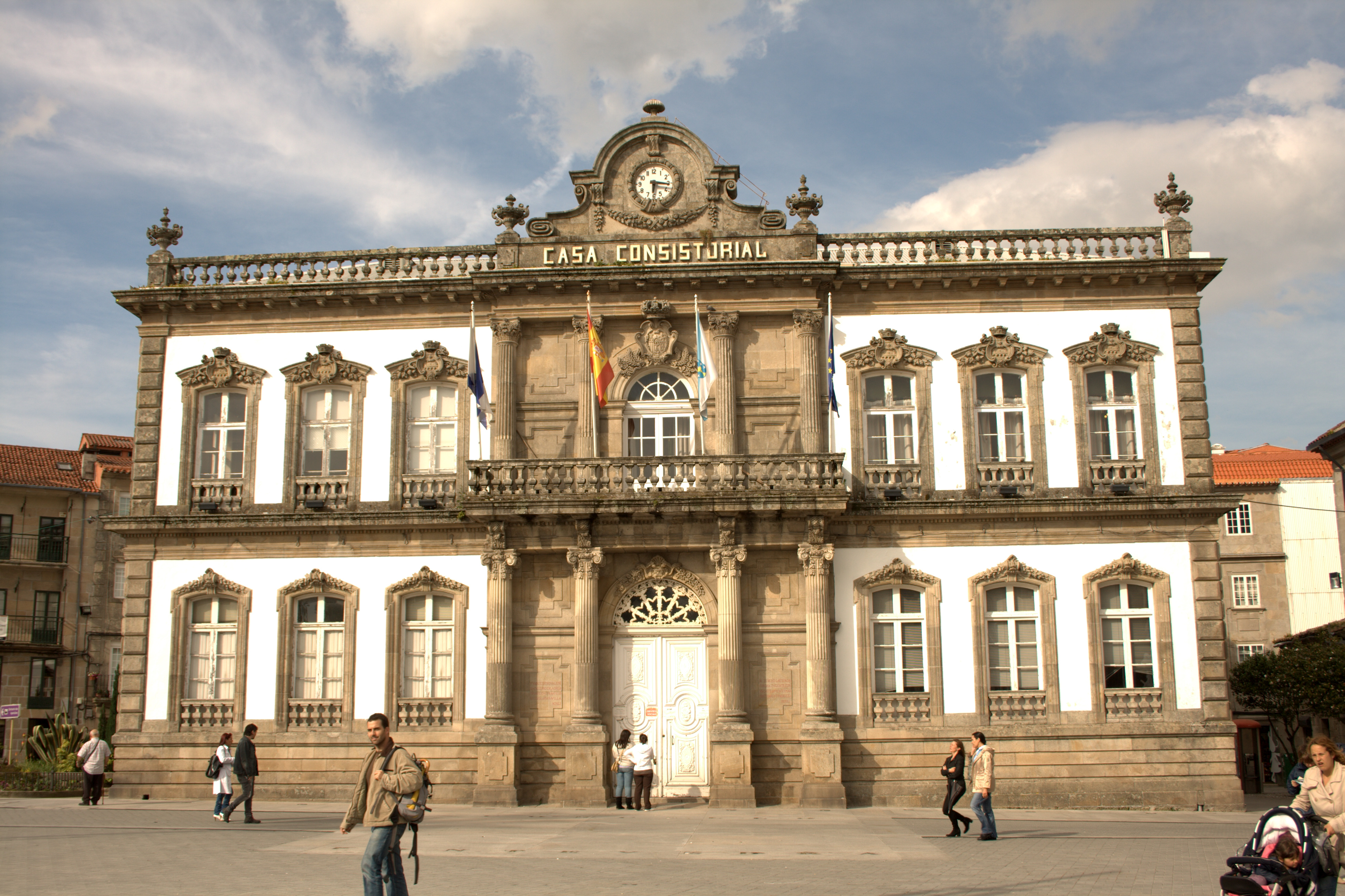
Municipio del XIX secolo.
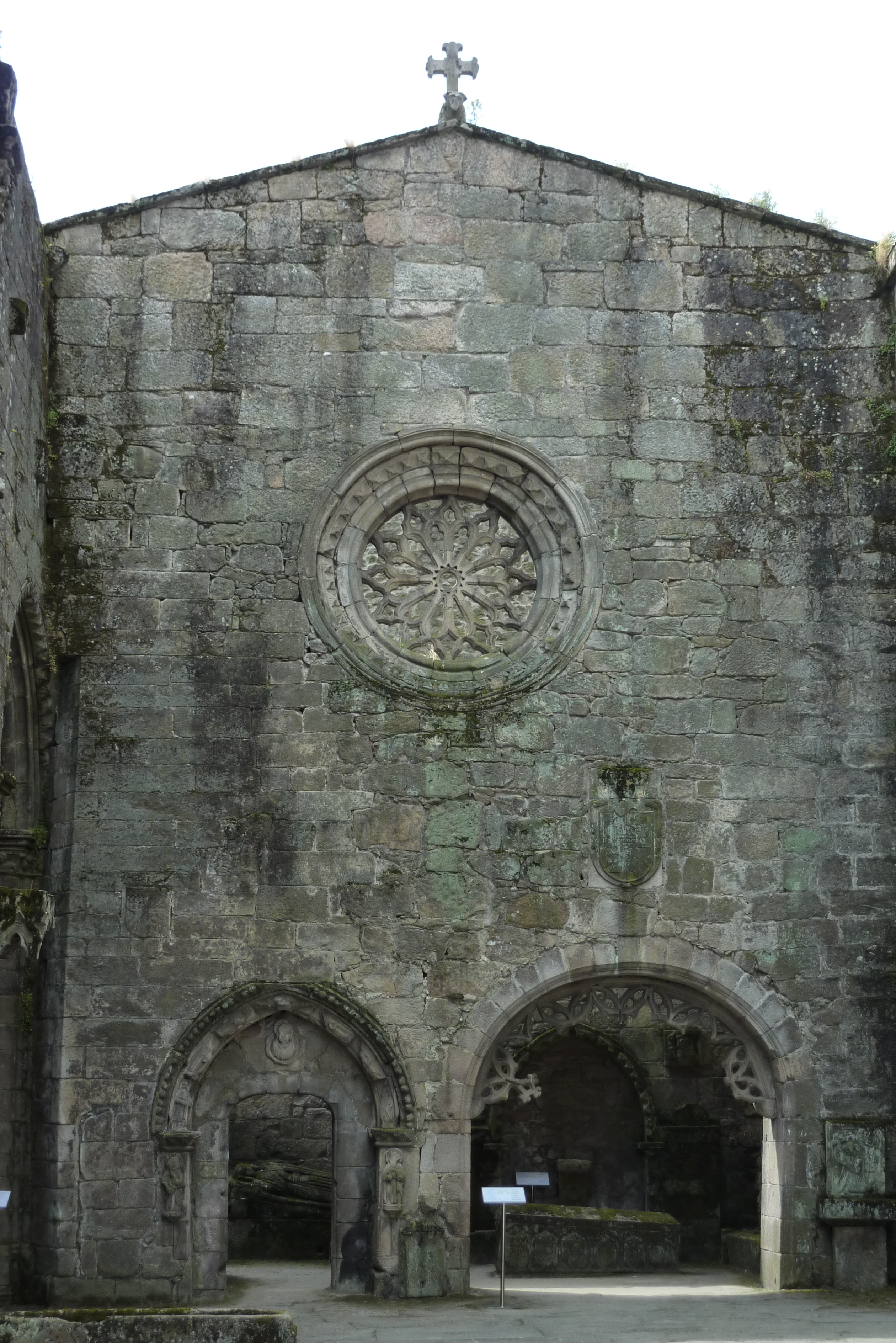
Rovine gotiche di Santo Domenico
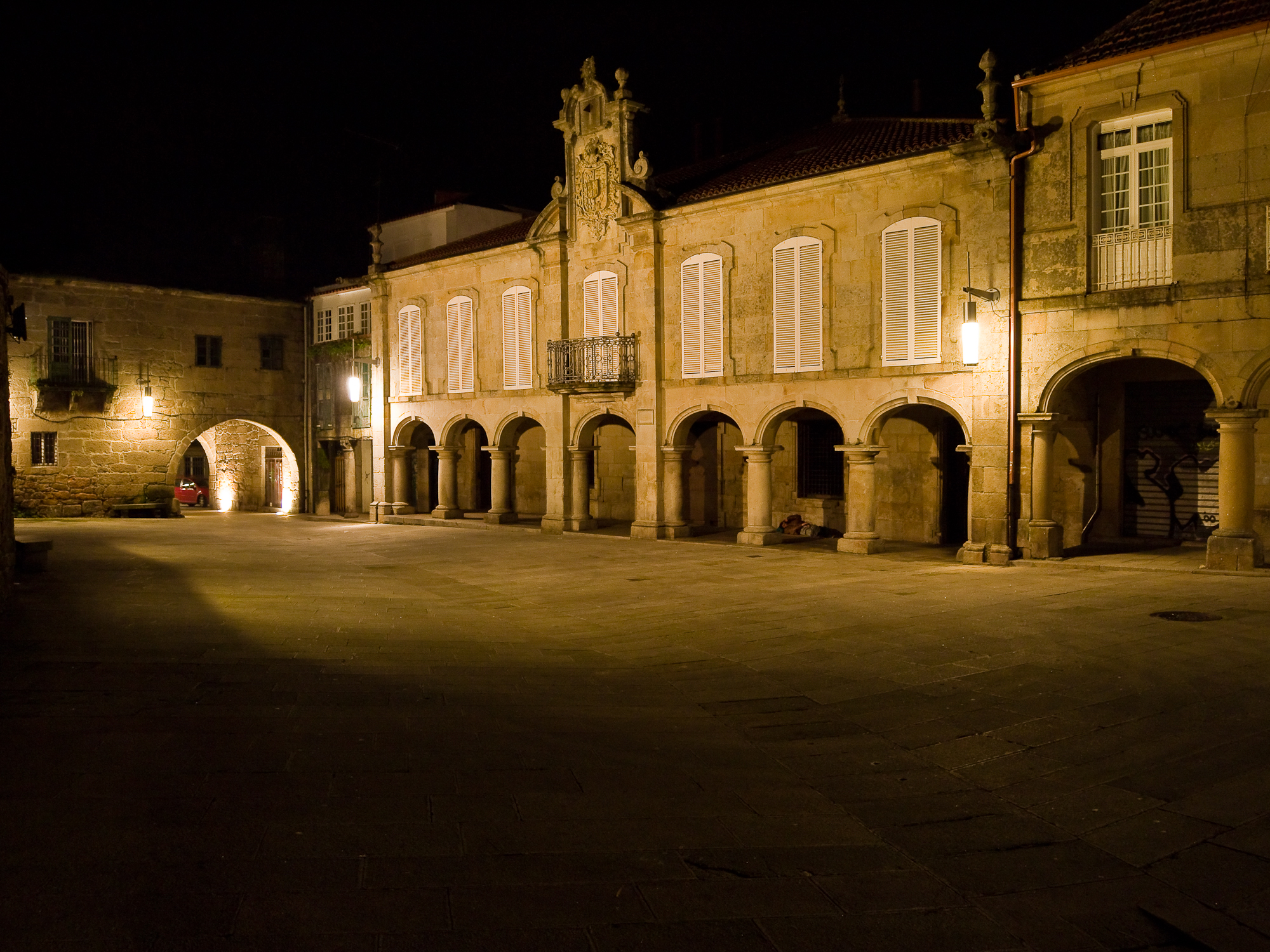
Palazzo barocco di Mugartegui
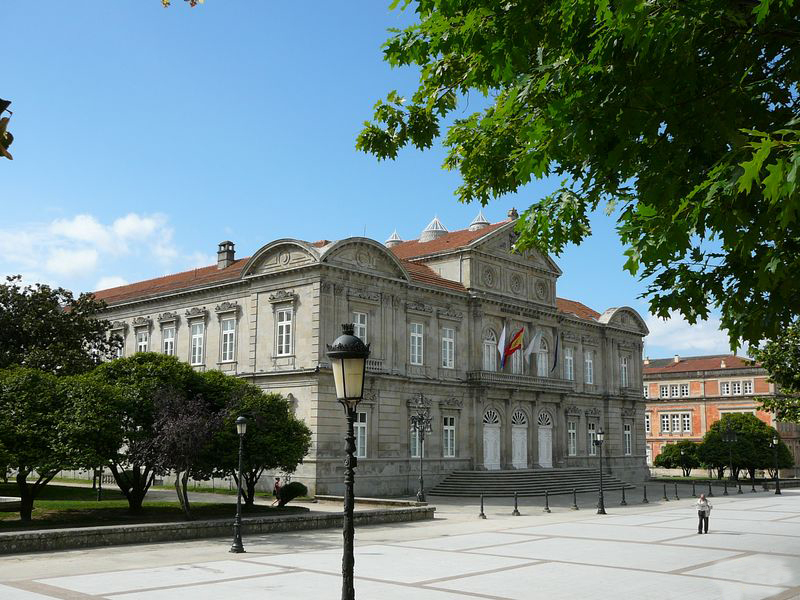
Palazzo del XIX secolo, Sede del Consiglio Provinciale
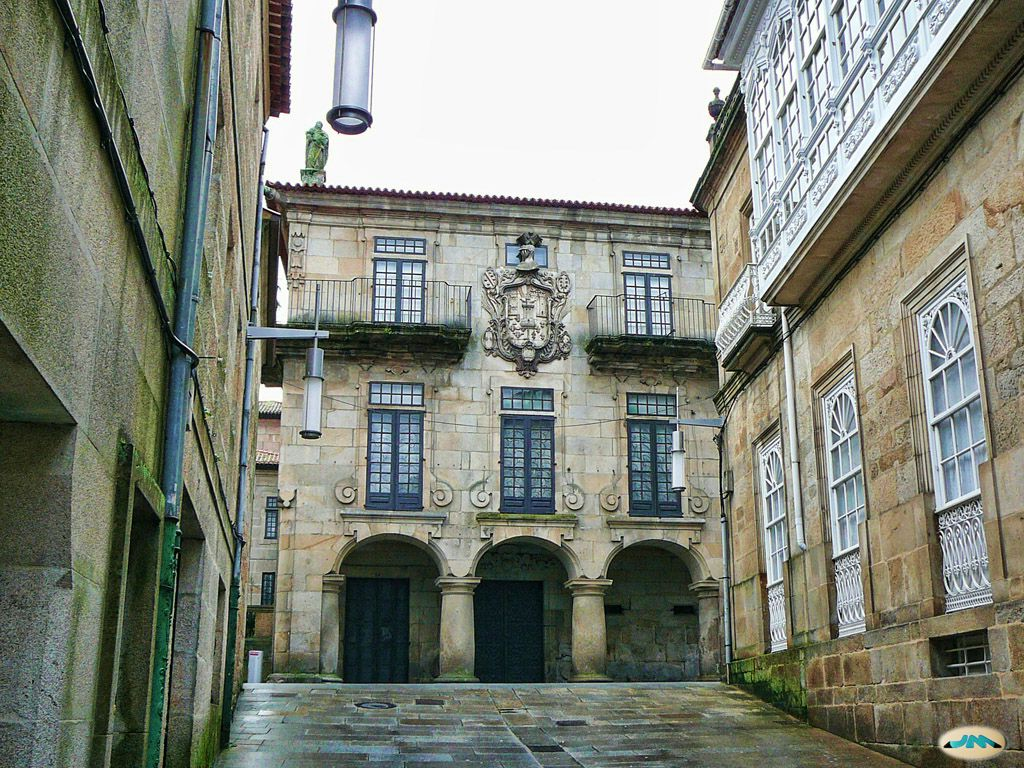
Palazzo barocco stemmato del Museo di Pontevedra
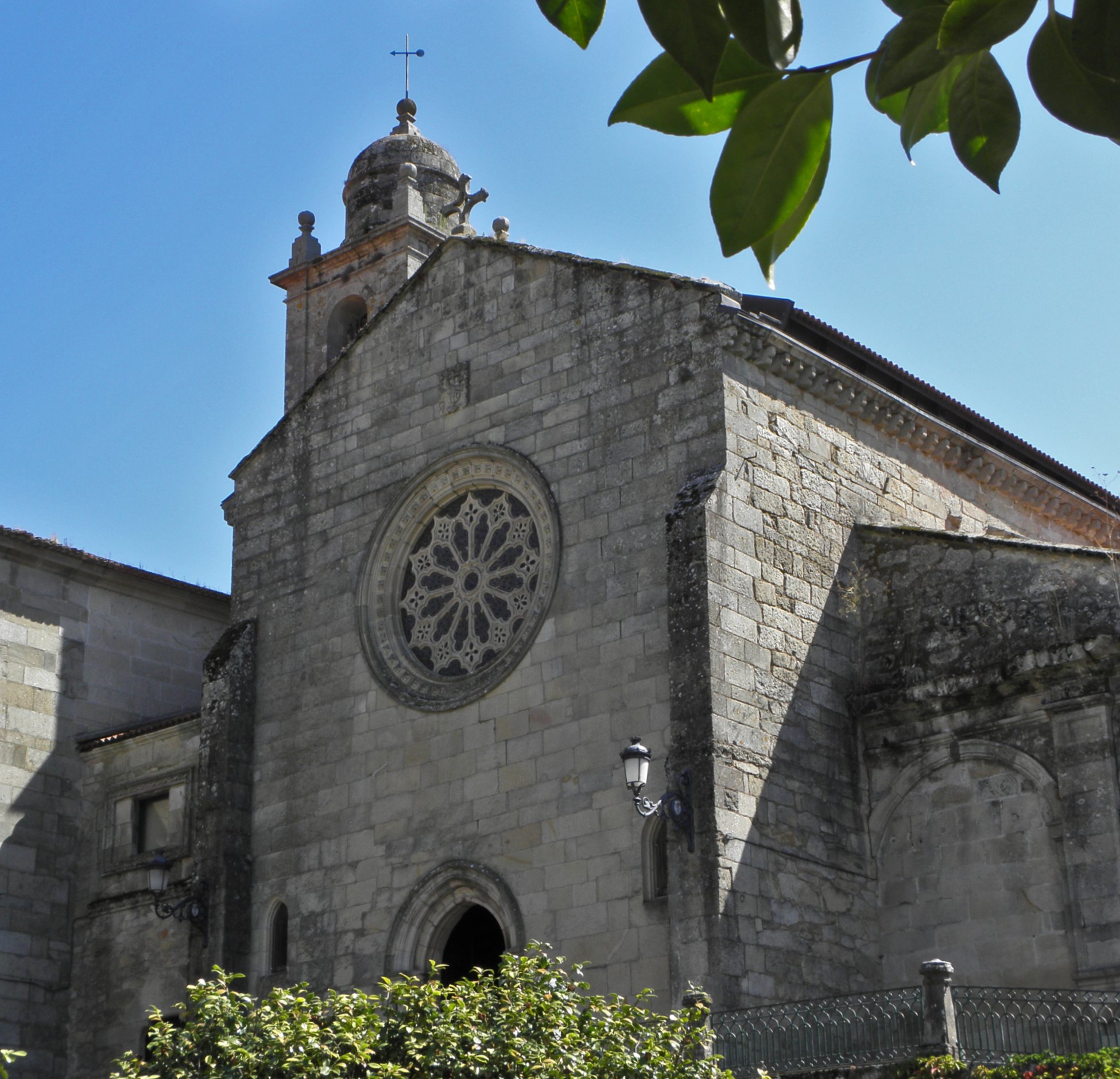
Chiesa gotica di San Francesco
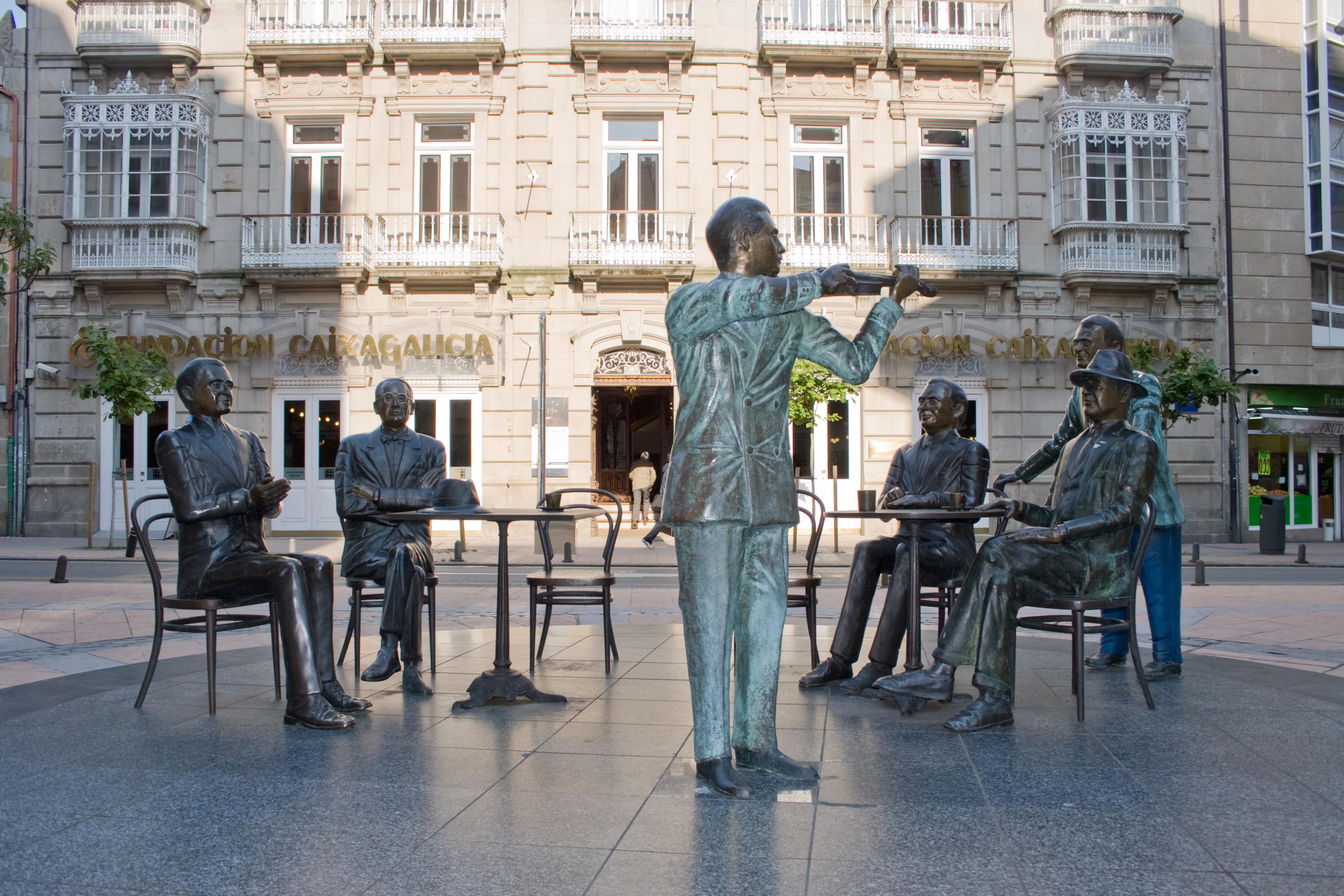
Monumento alla Tertulia
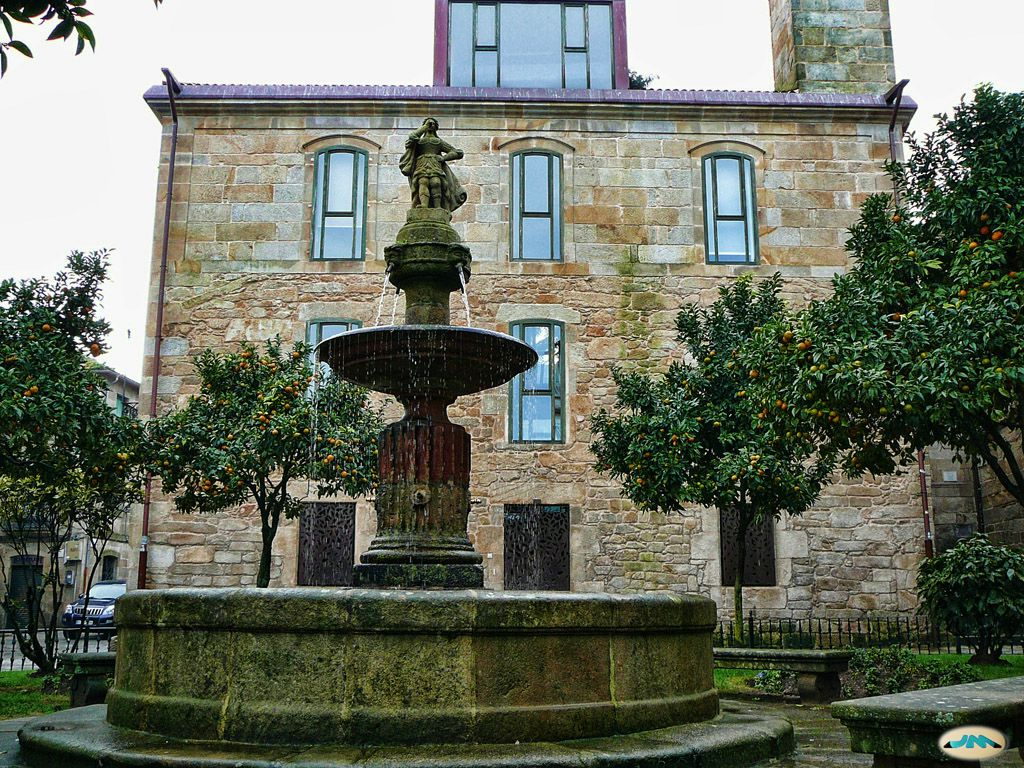
Piazza del Porto
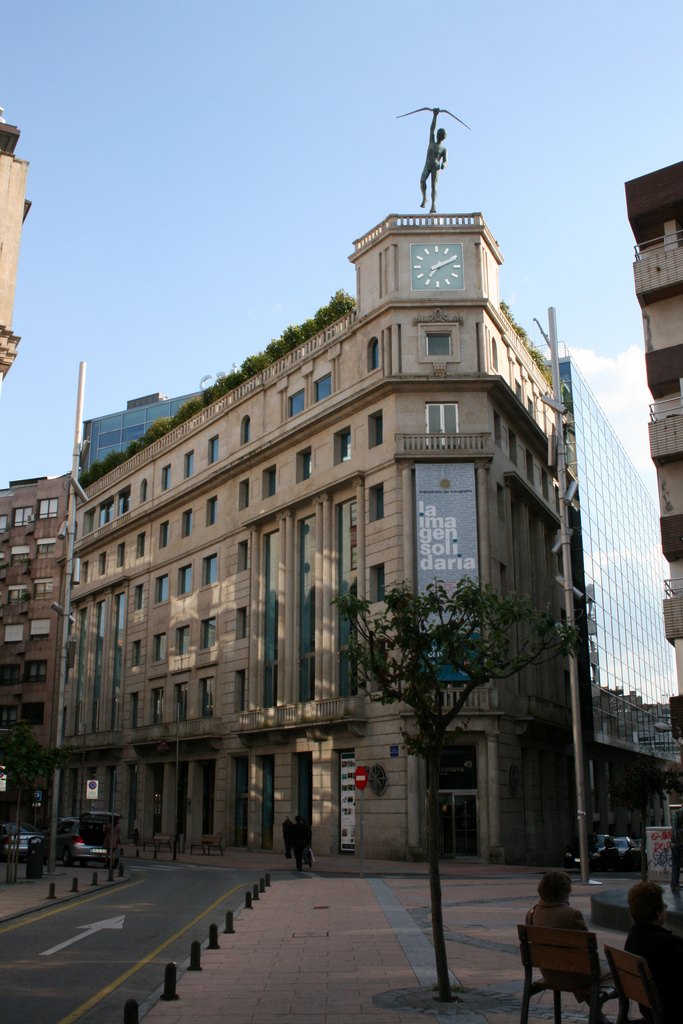
Centro Culturale e Auditorium a Pontevedra
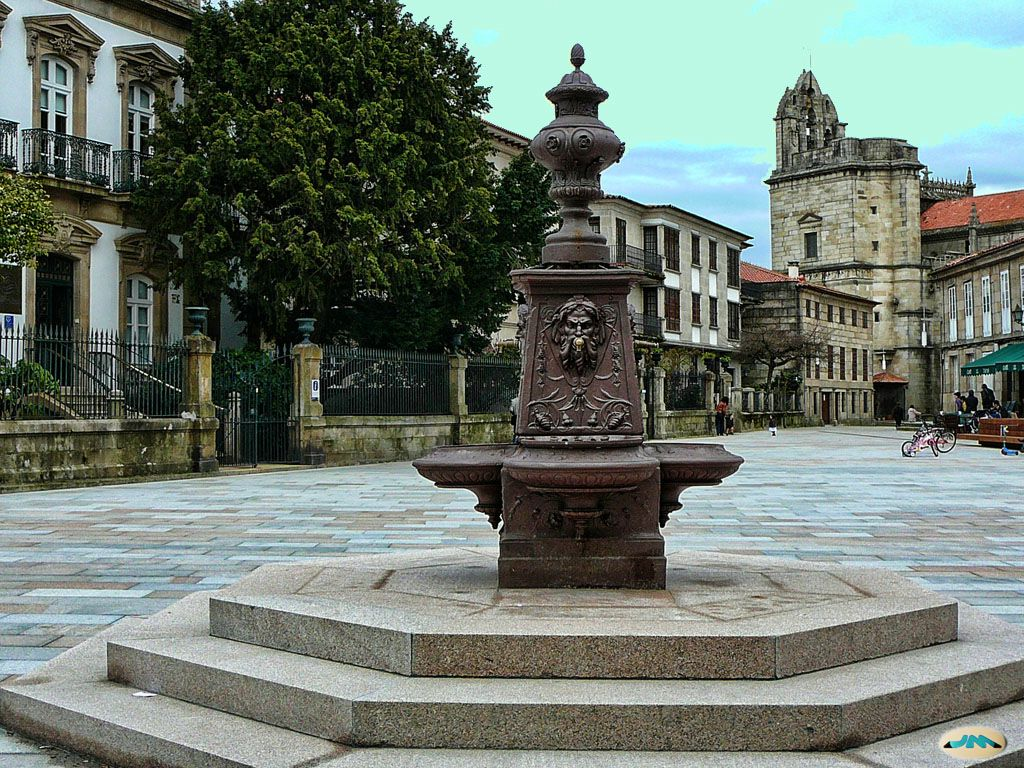
Piazza di Santa Maria, centro storico
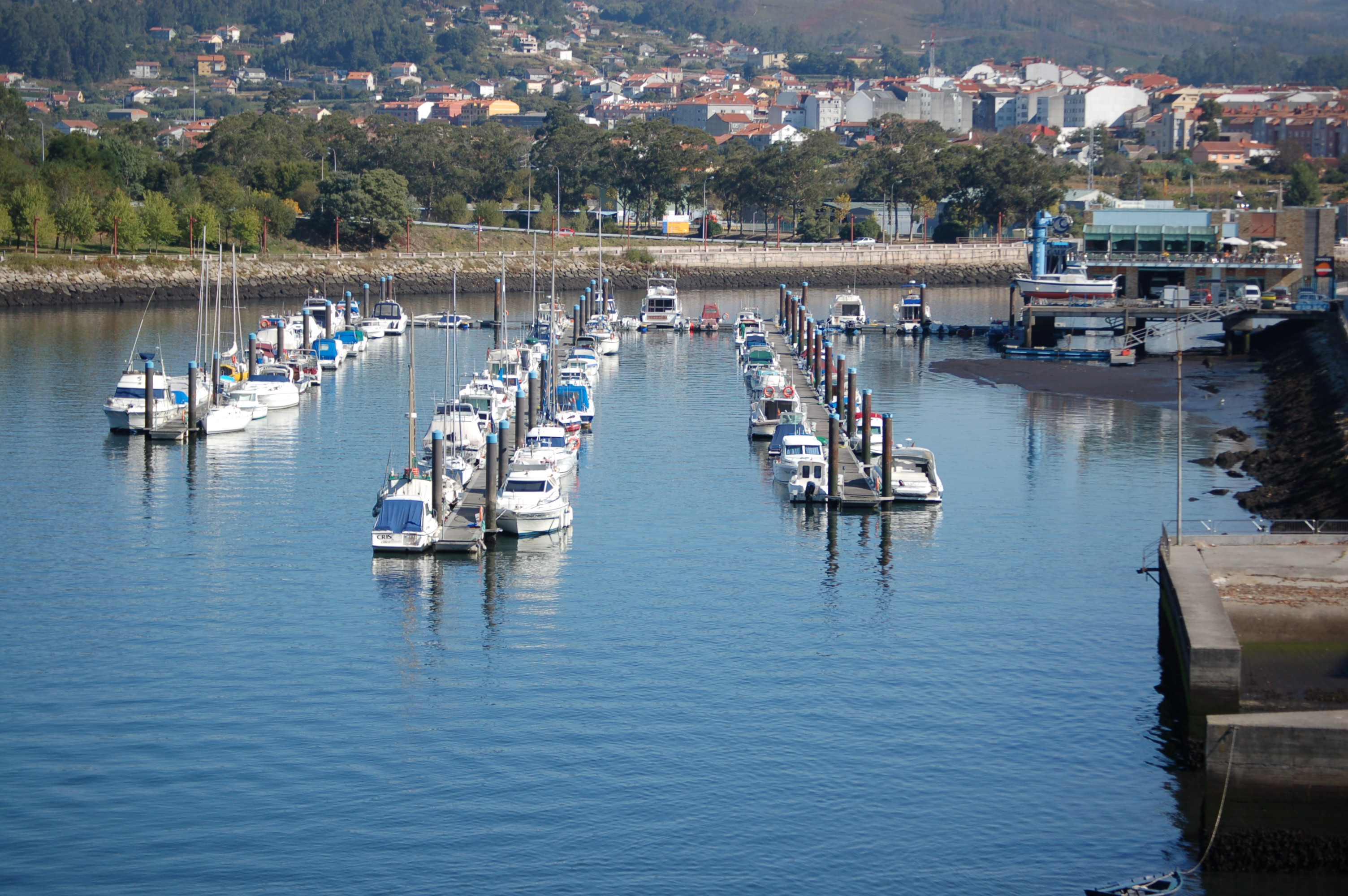
Marina di Pontevedra, tra il Ponte della Barca e il moderno ponte delle Correnti
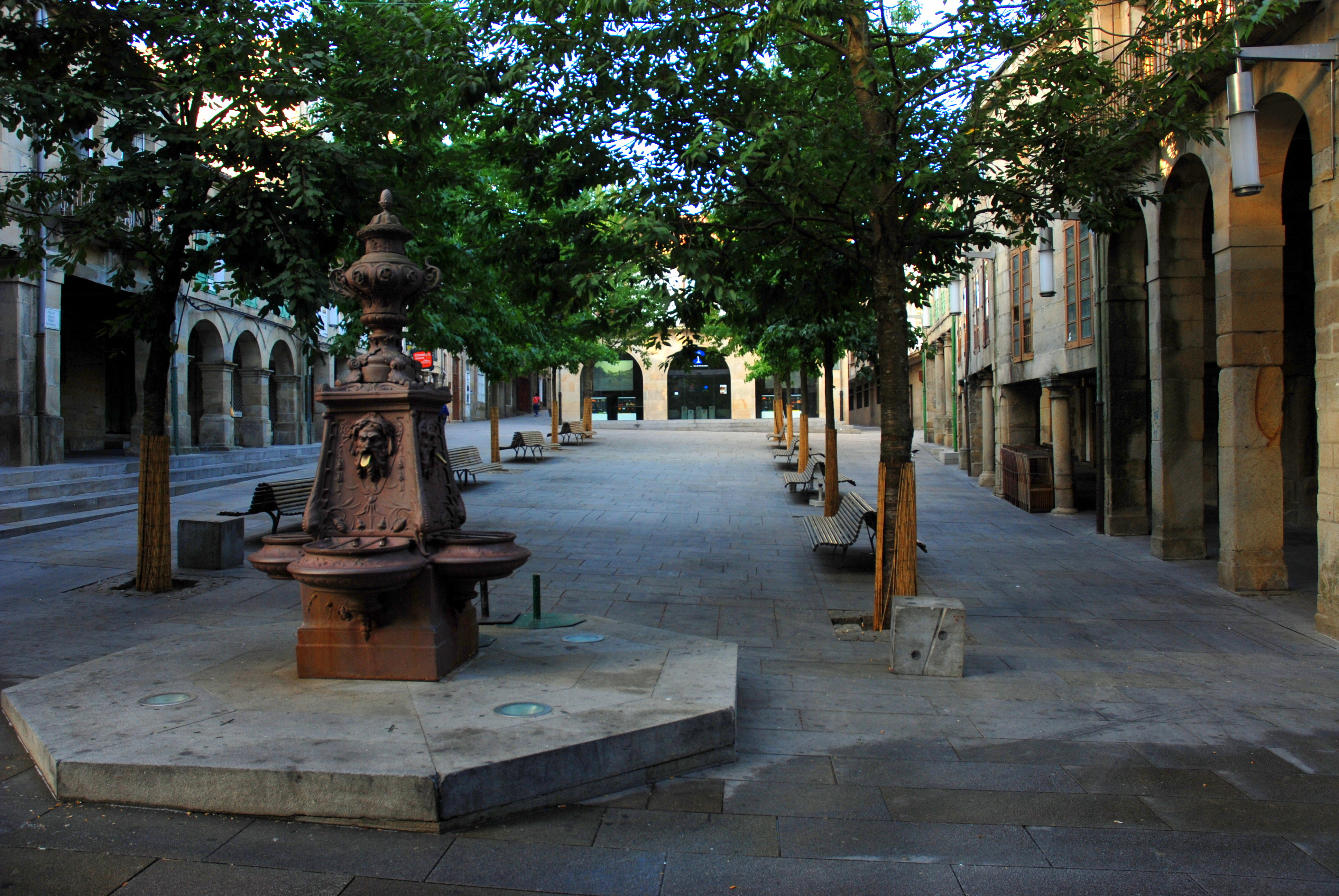
Piazza della Verdura, centro storico
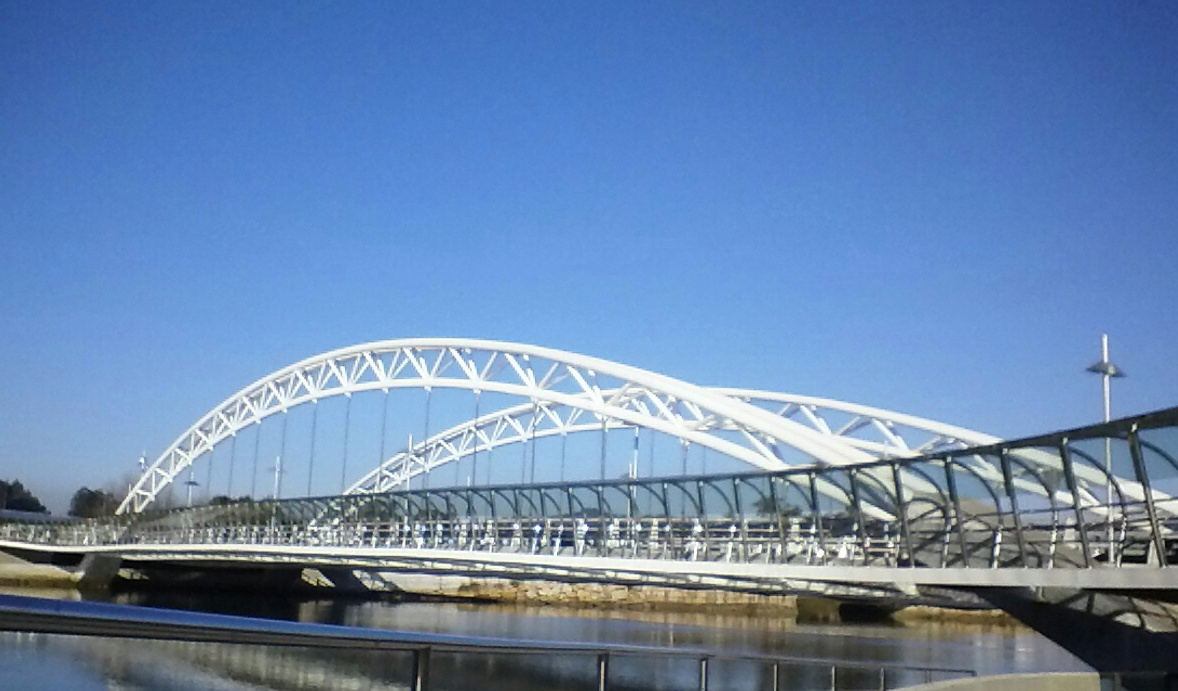
Ponte delle Correnti
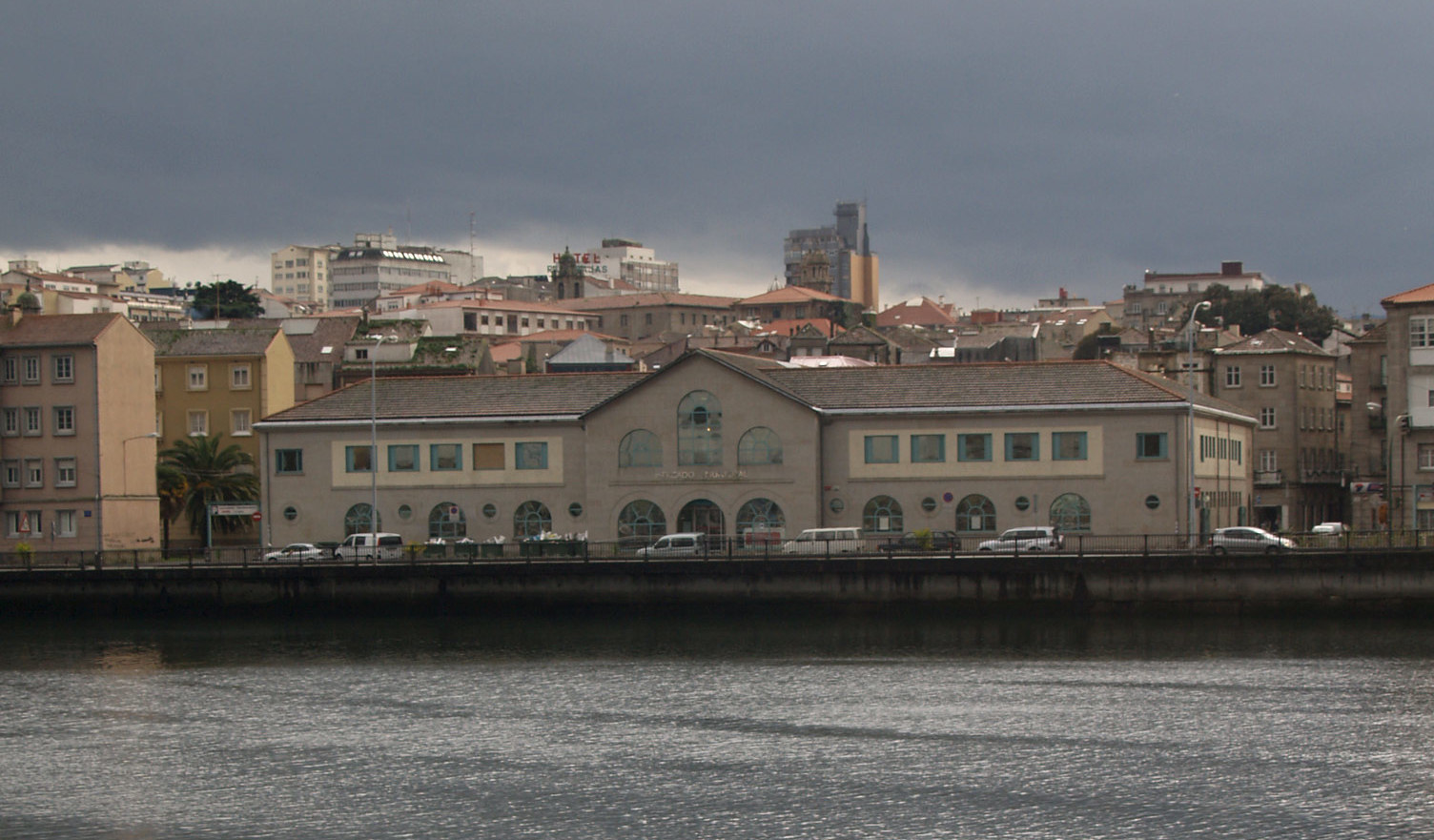
Mercato comunale e fiume Lérez
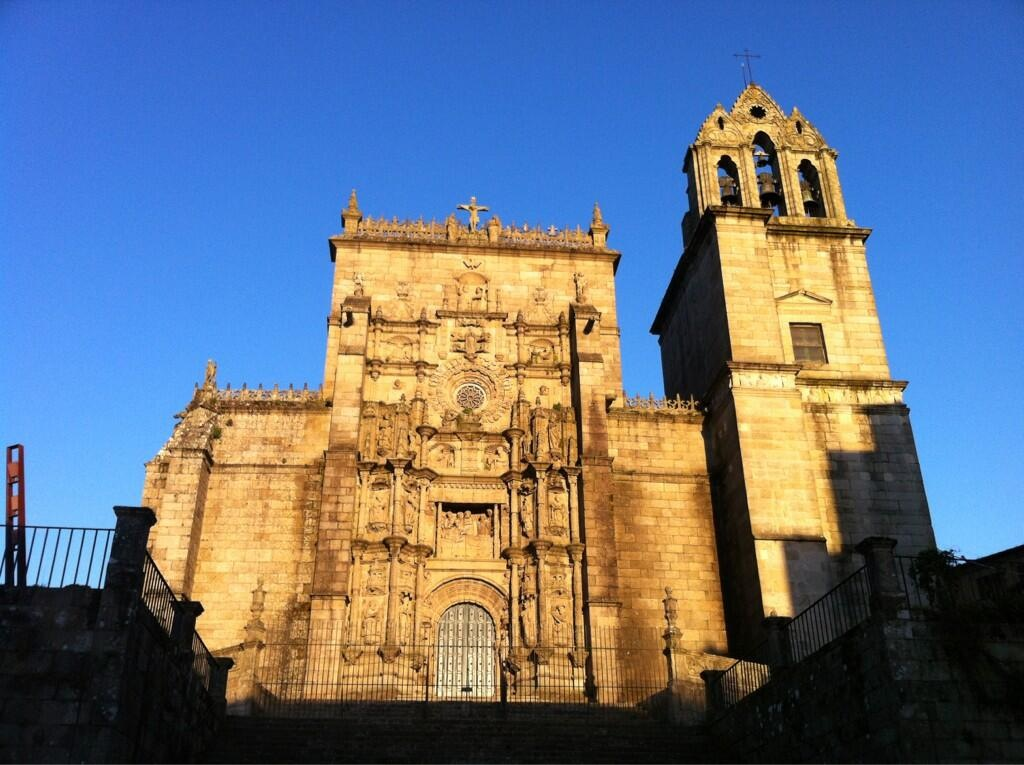
Basilica Rinascimentale di Santa Maria Maggiore
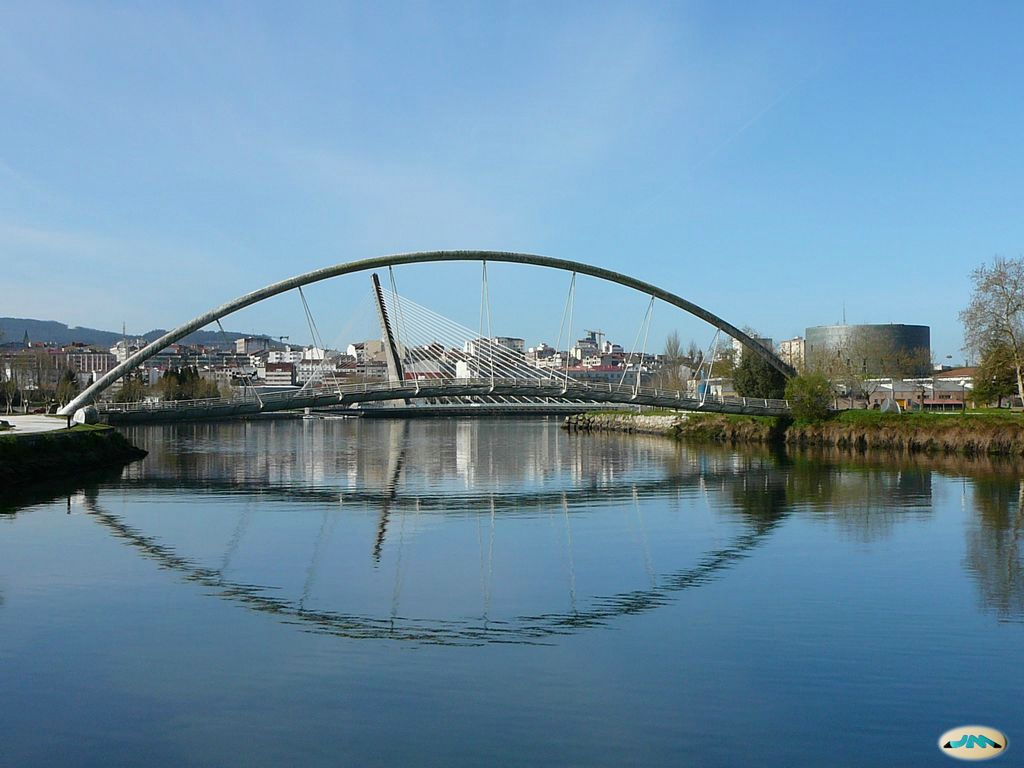
Passerella pedonale e Ponte strallato dei Tiranti sopra il fiume Lérez
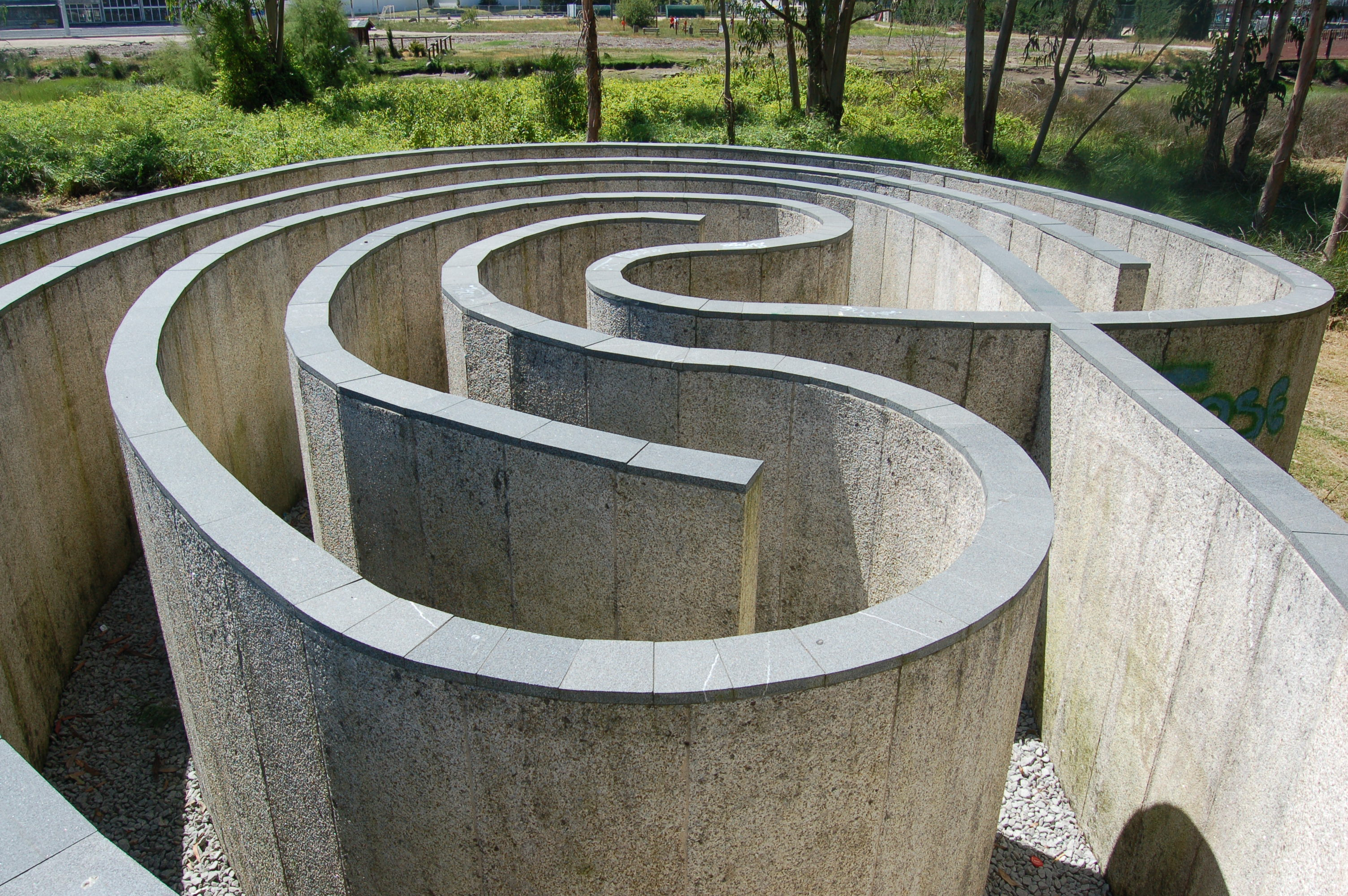
Labirinto di Pontevedra, Robert Morris
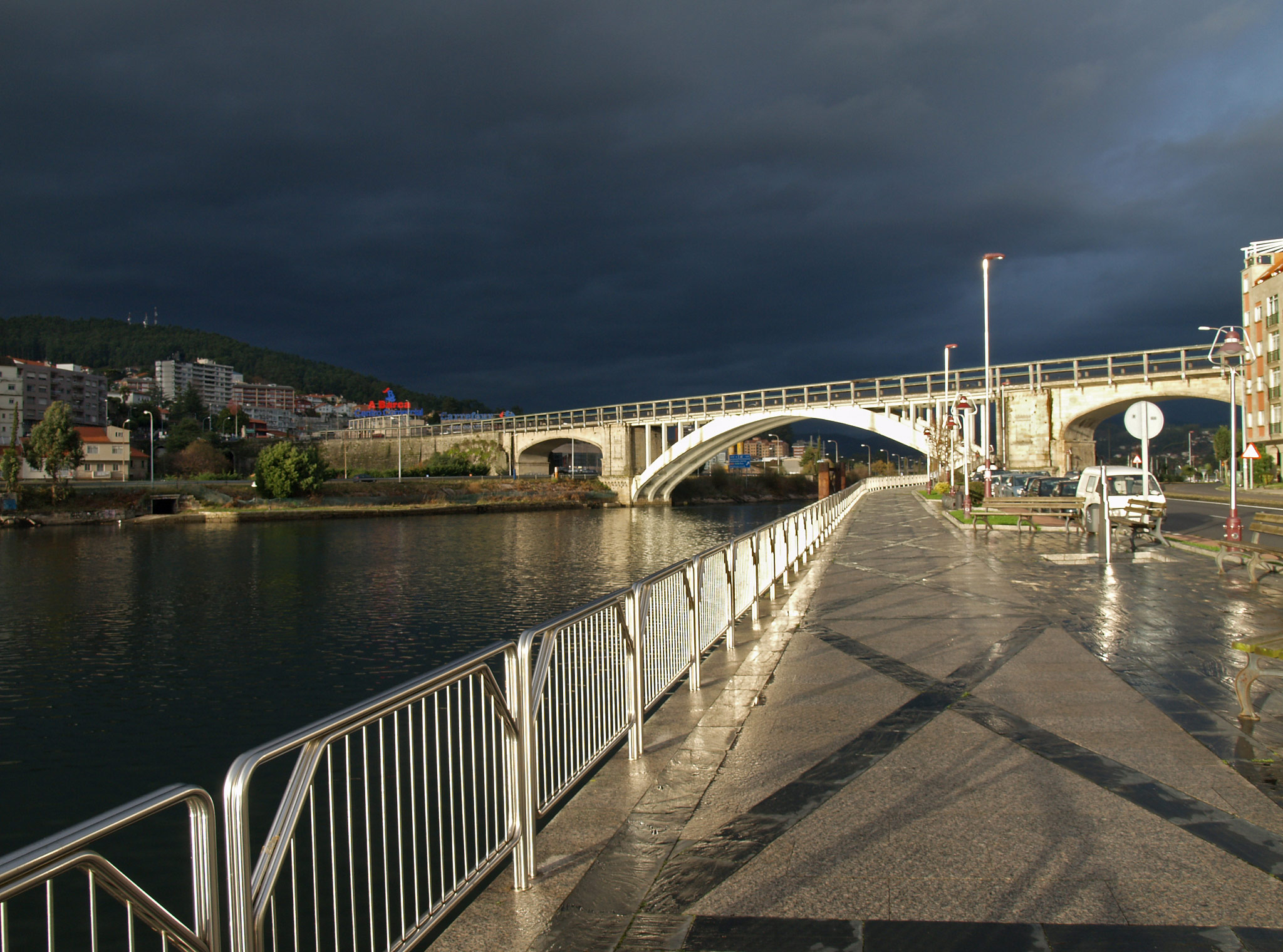
Ponte della Barca e Ria di Pontevedra
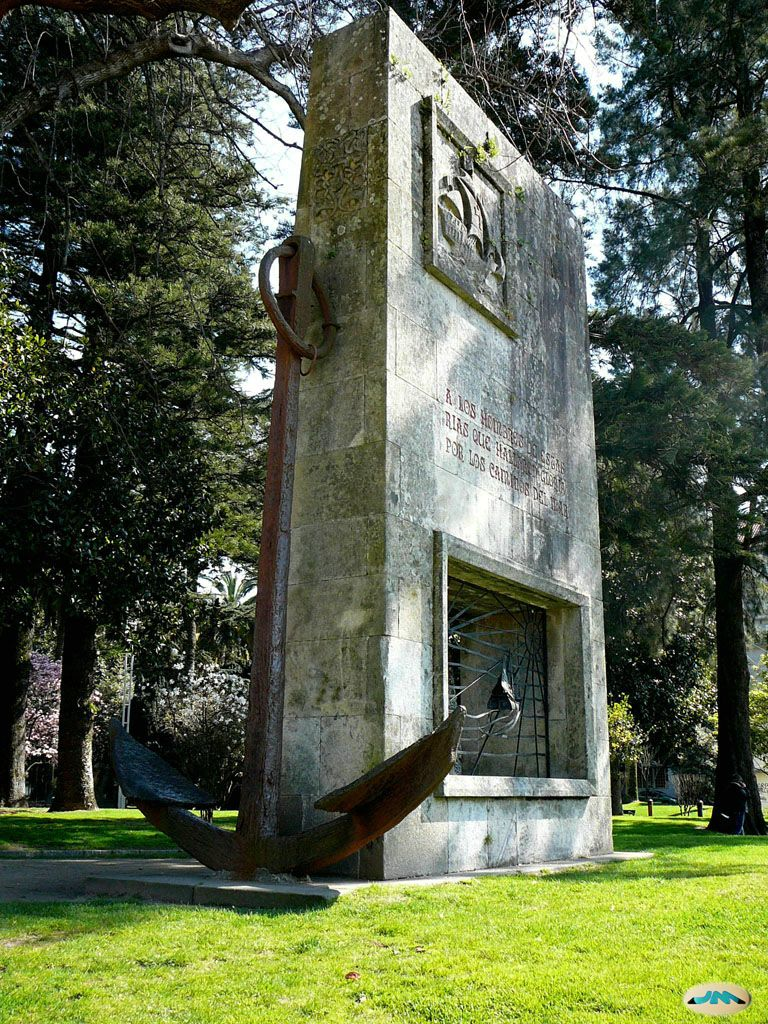
Monumento ai Navigatori
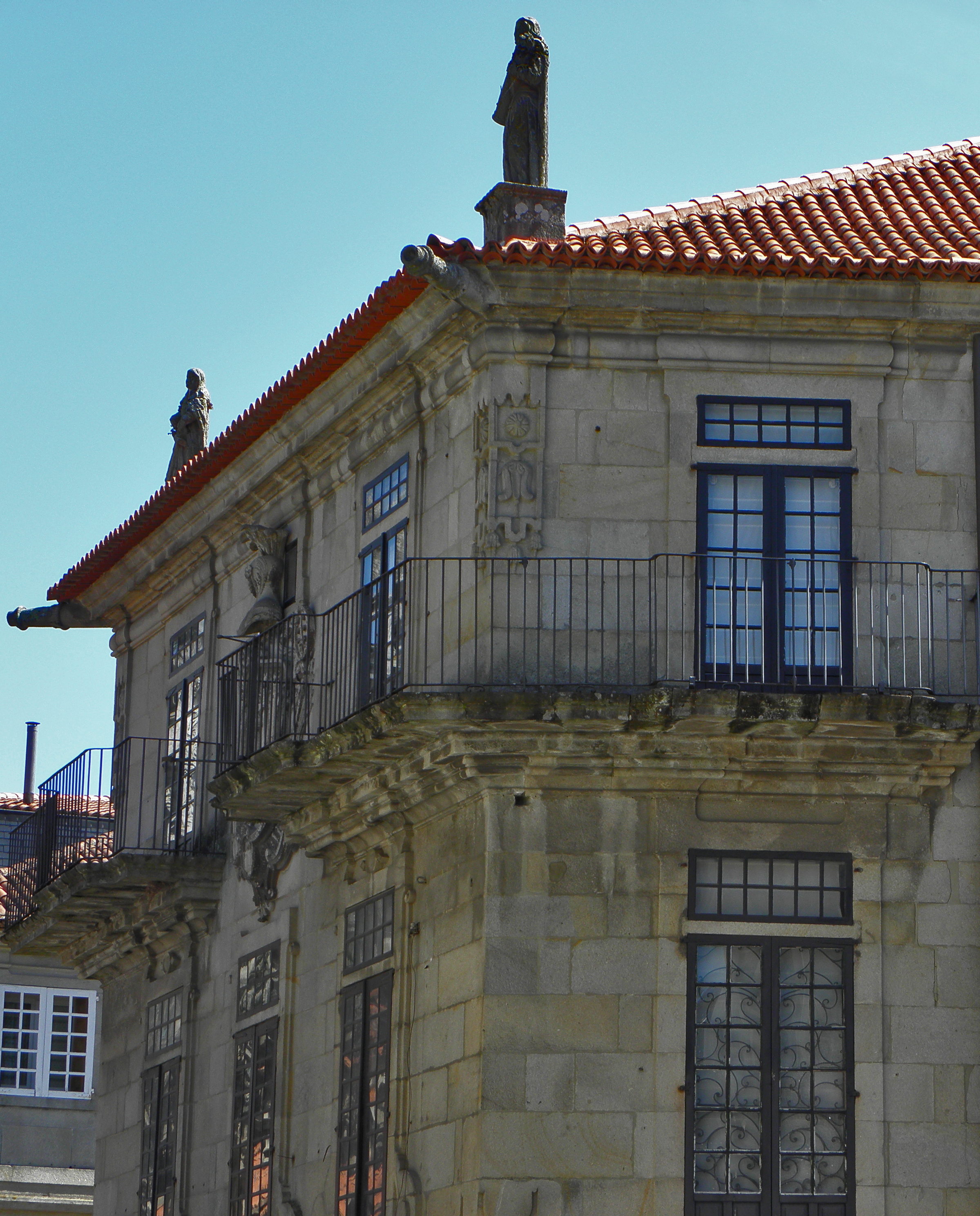
Palazzo García Flórez Museo di Pontevedra
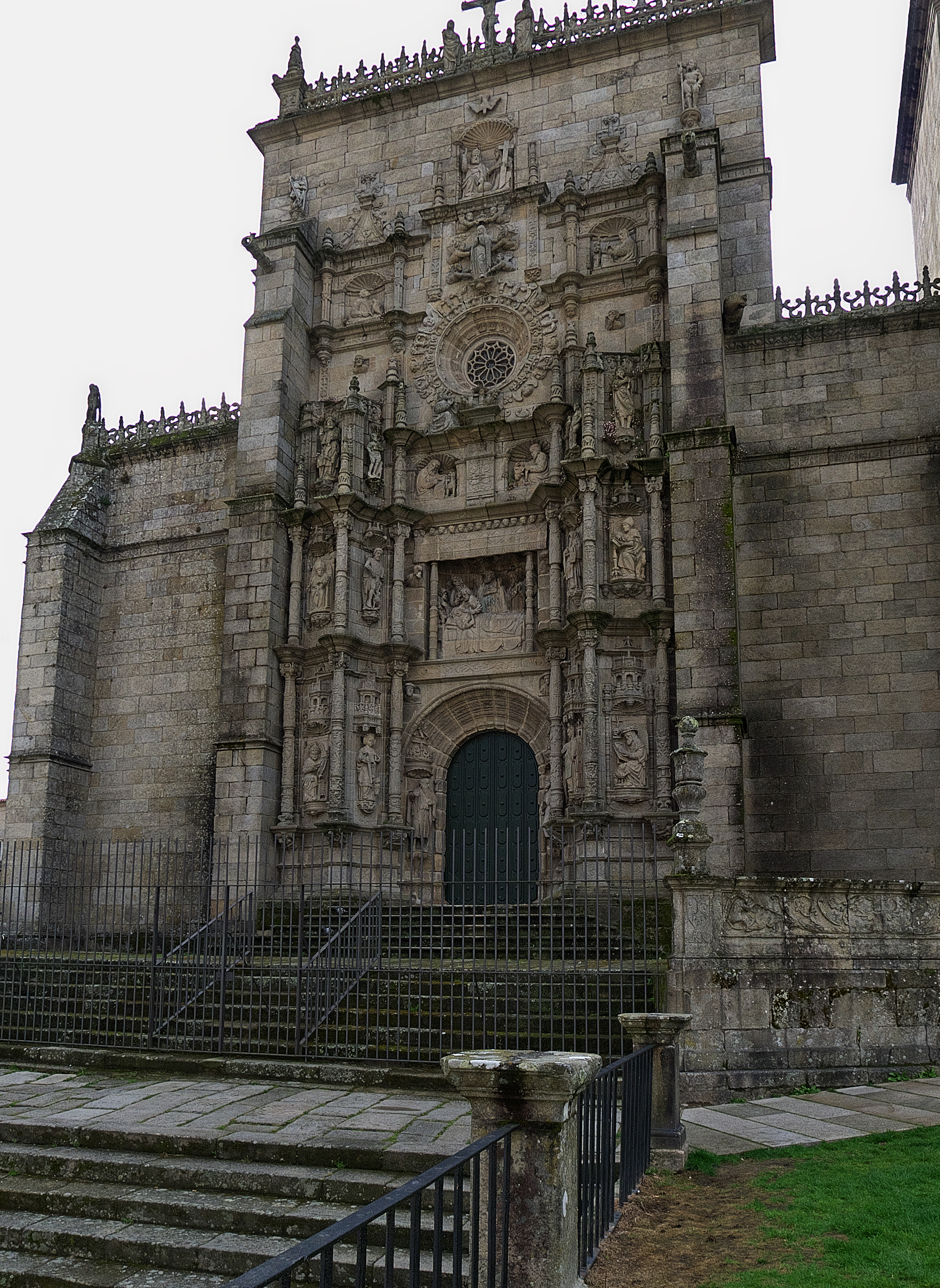
Facciata della Basilica di Santa Maria Maggiore
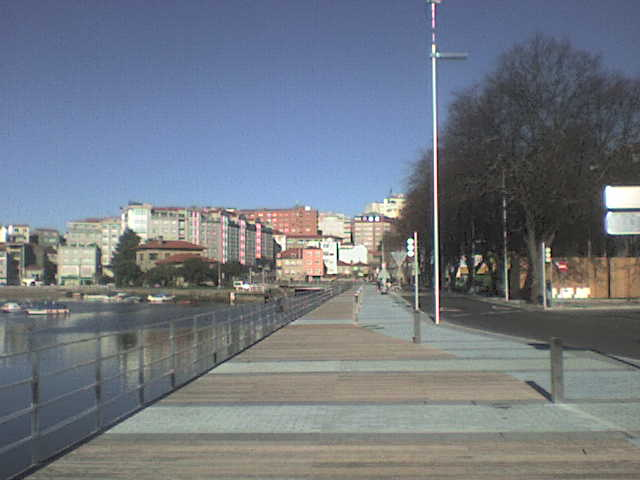
Passeggiata accanto al mare di Pontevedra
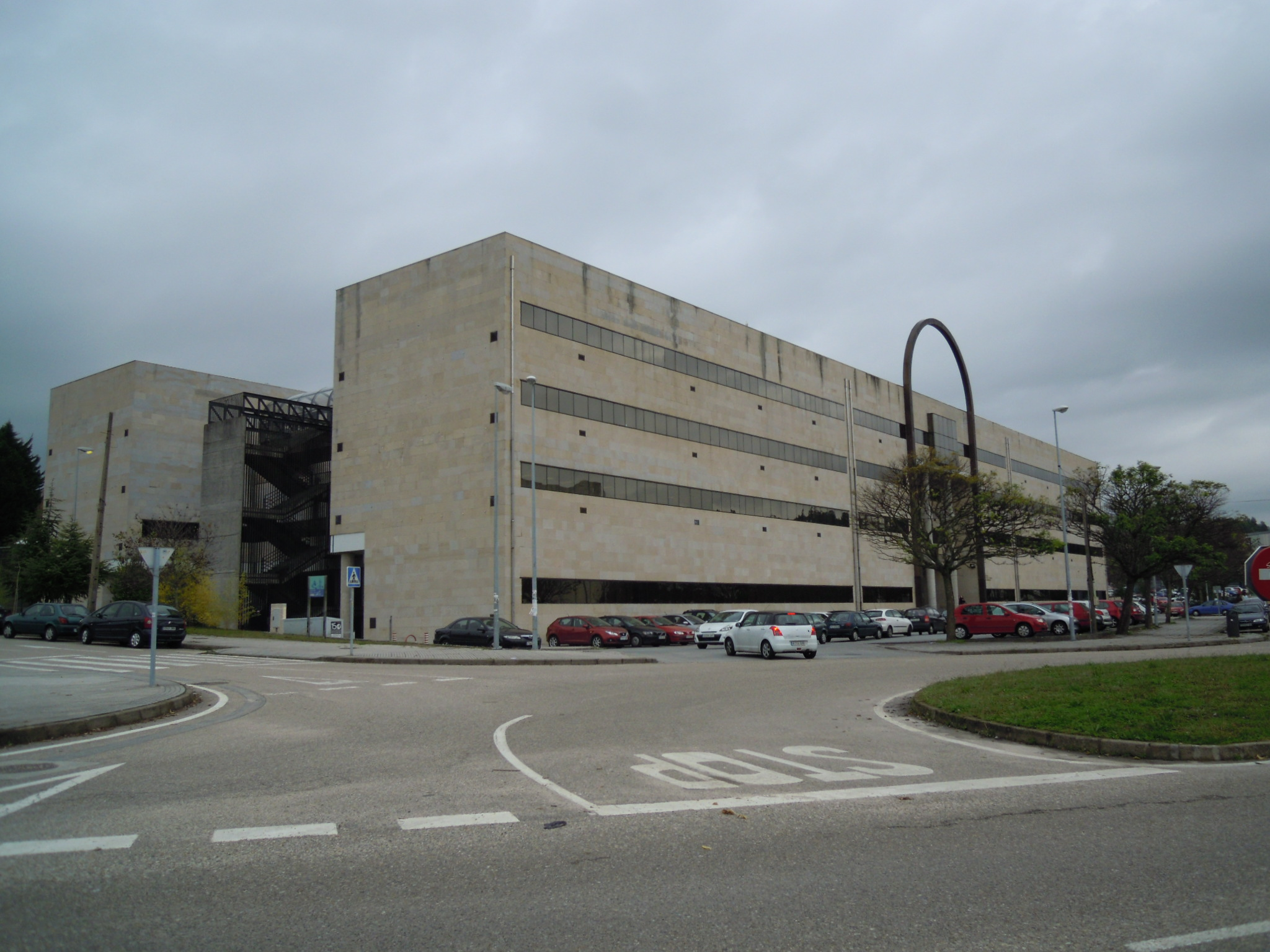
Facoltà di Science Sociali e della Comunicazione
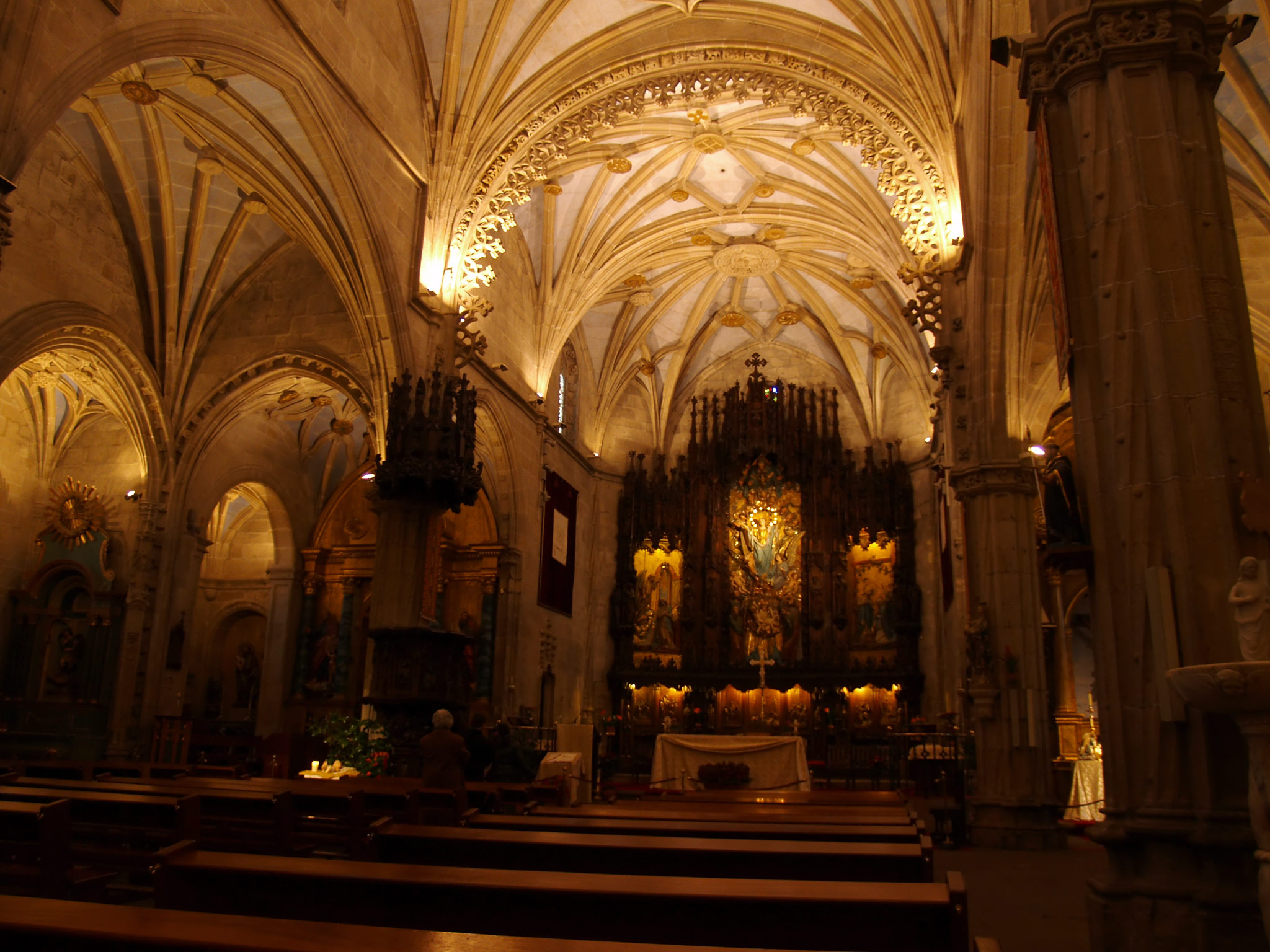
Interno della Basilica di Santa Maria
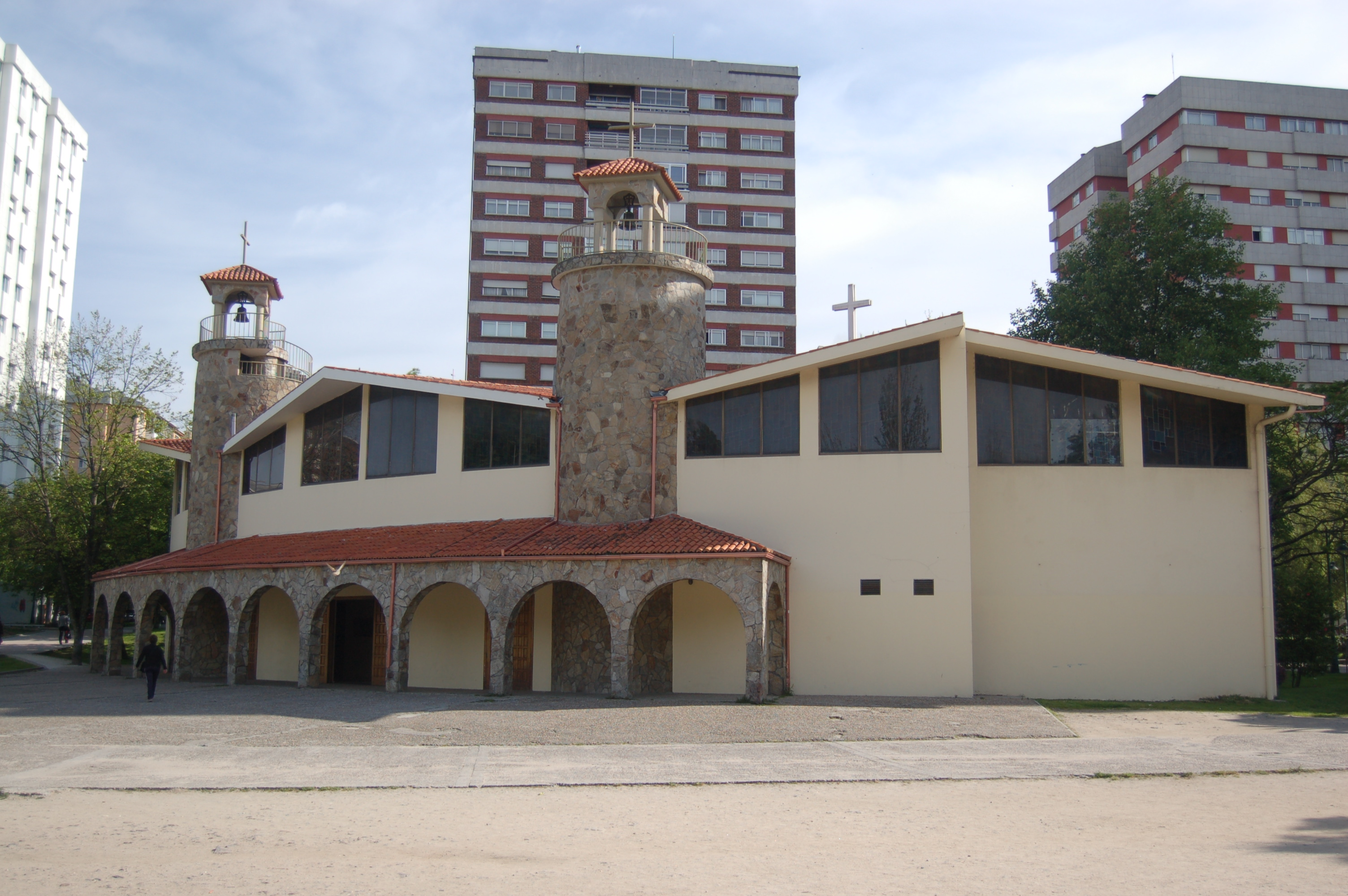
Chiesa di San Giuseppe nel quartiere di Campolongo
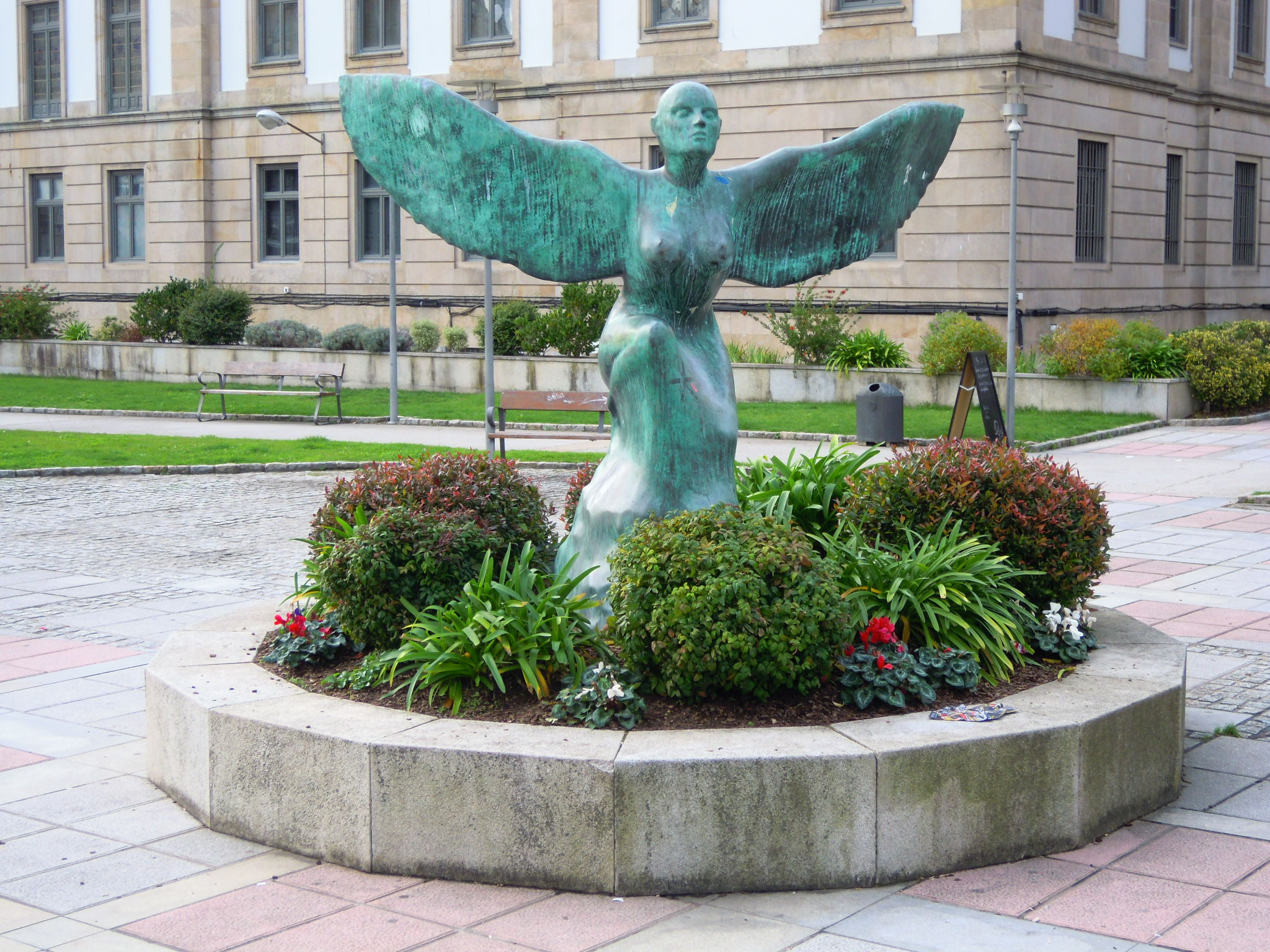
Piazza della Libertà
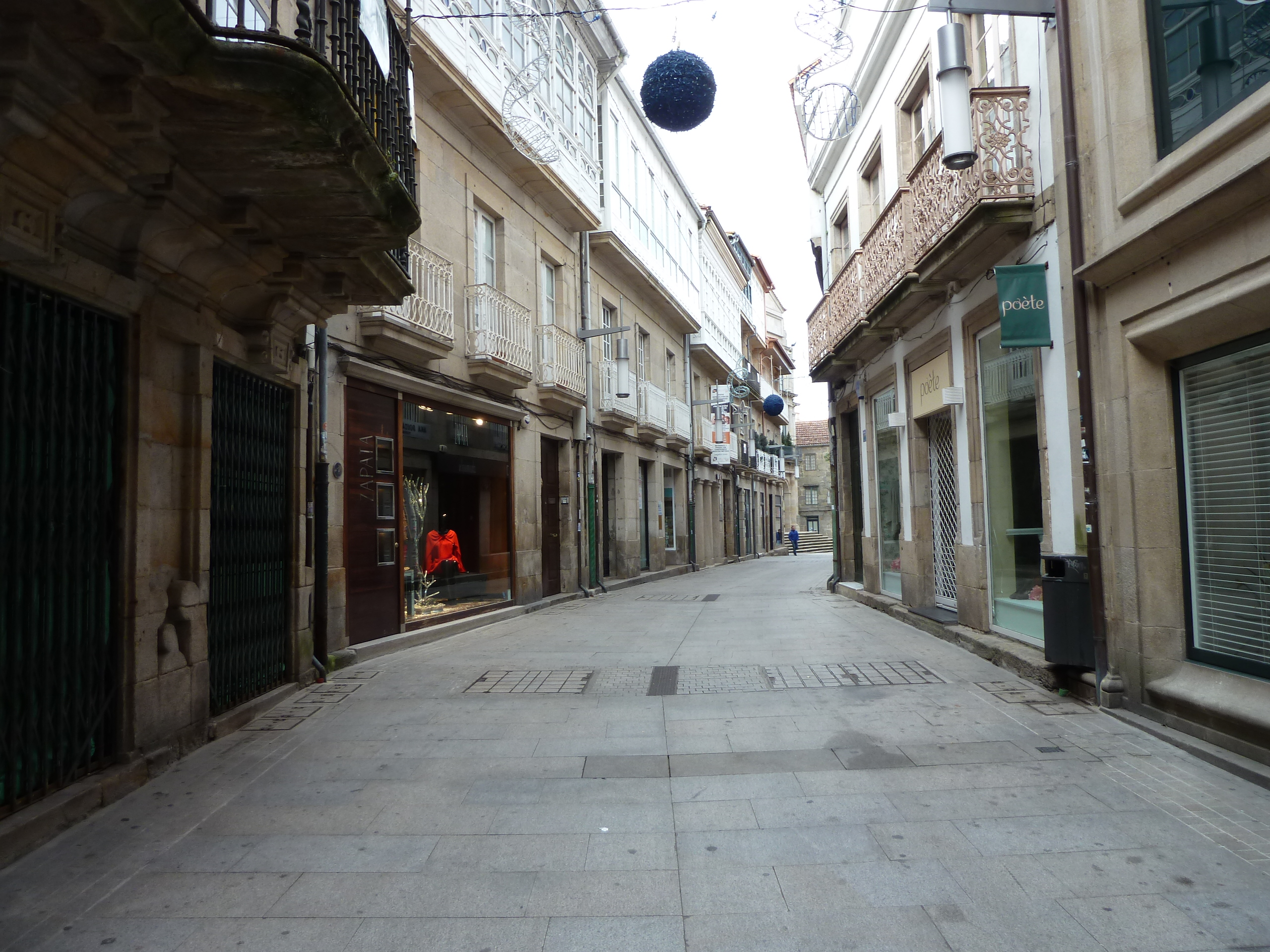
Via Manuel Quiroga, centro storico
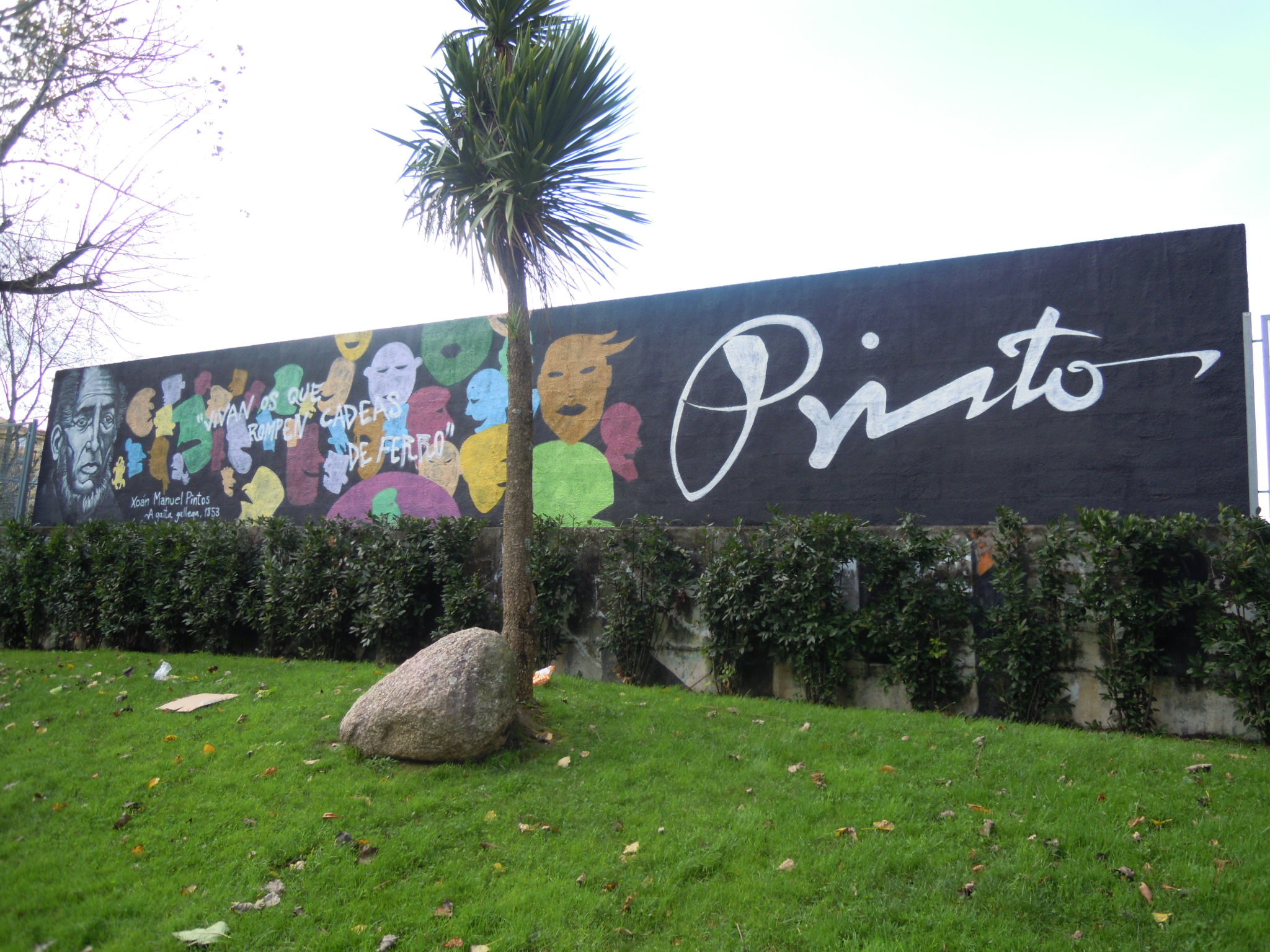
Graffiti a Campolongo dedicato a Xoan Manuel Pintos
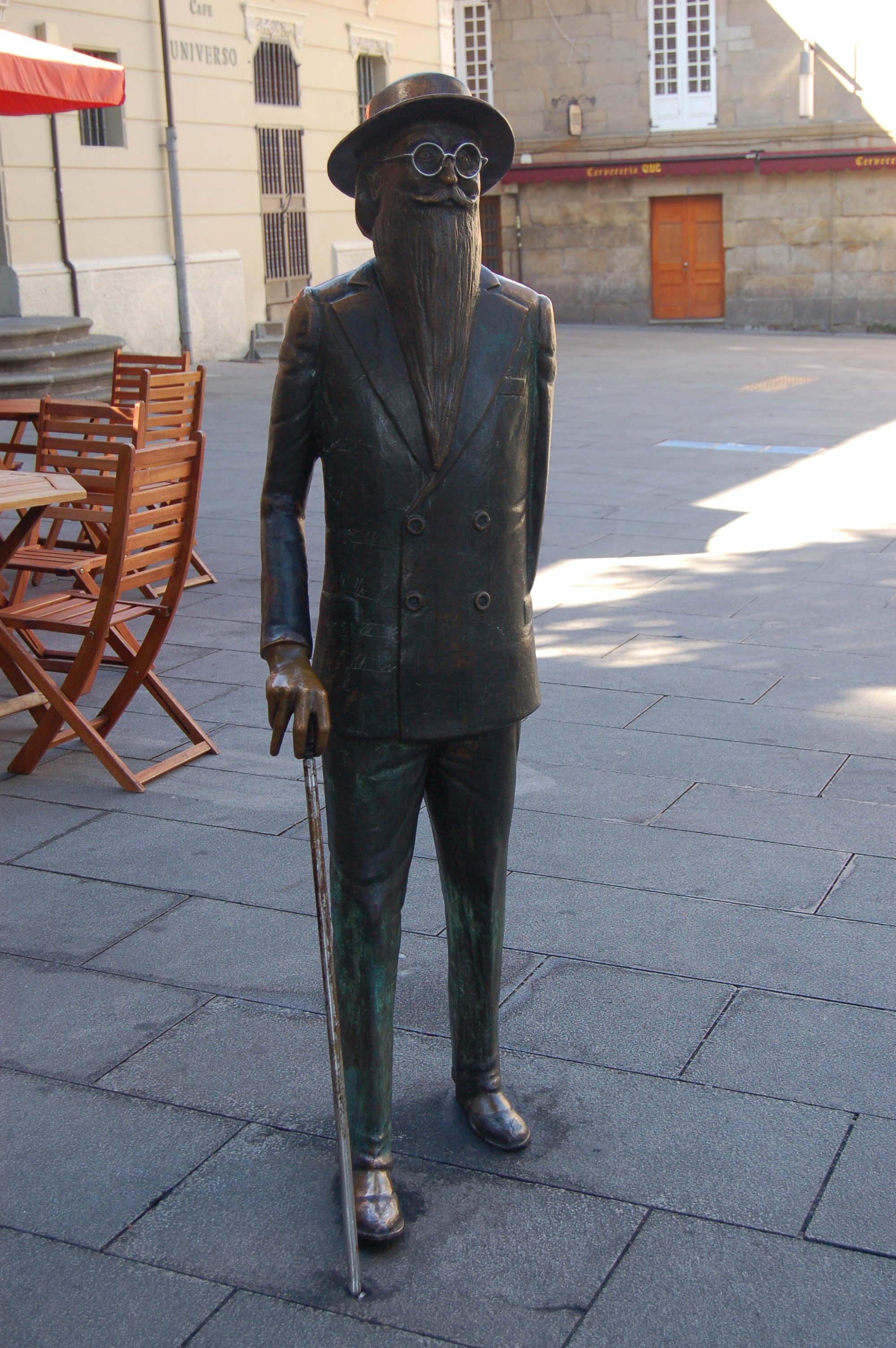
Valle-Inclán in Piazza Méndez Núñez
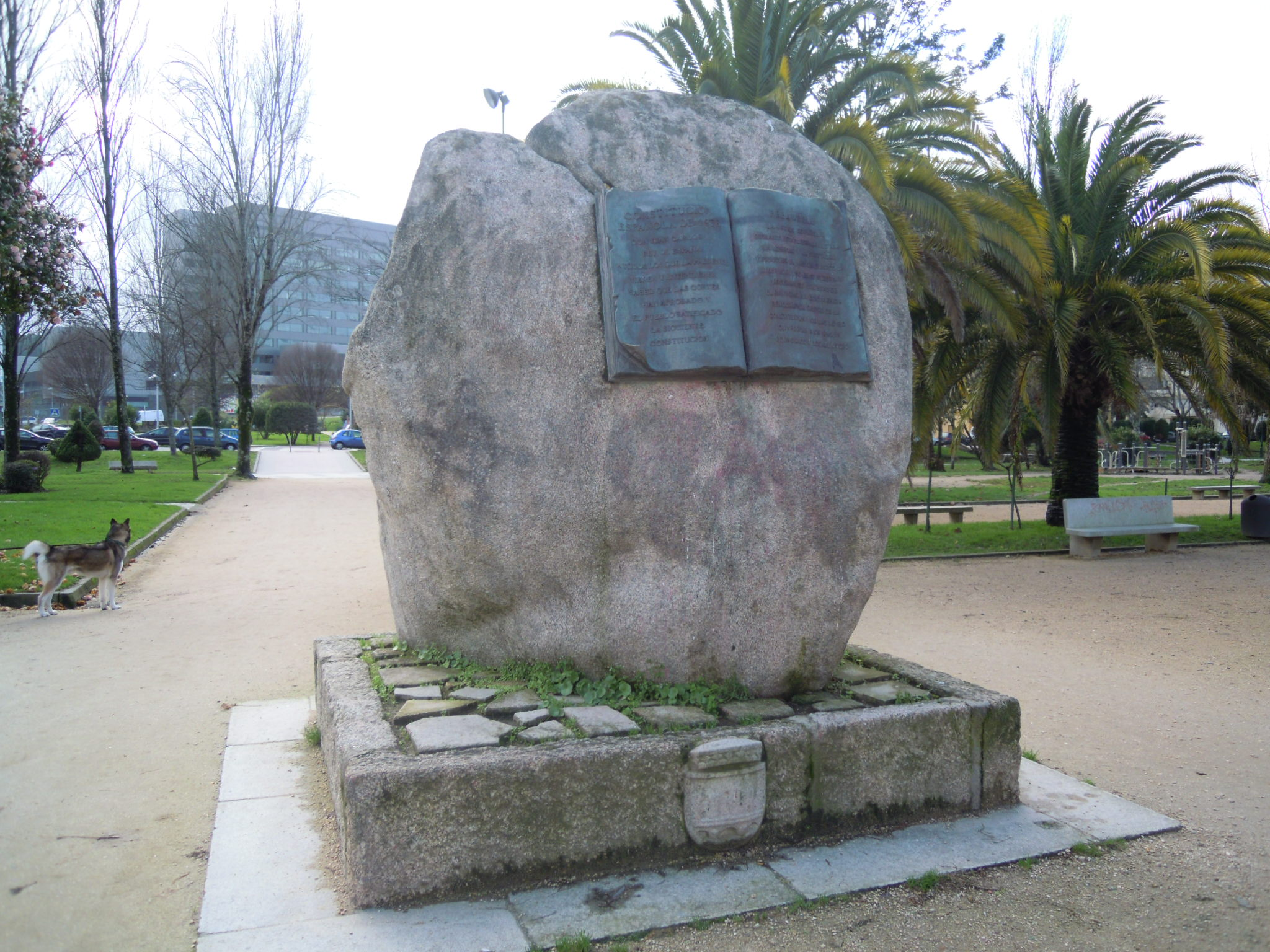
Piazza della Costituzione
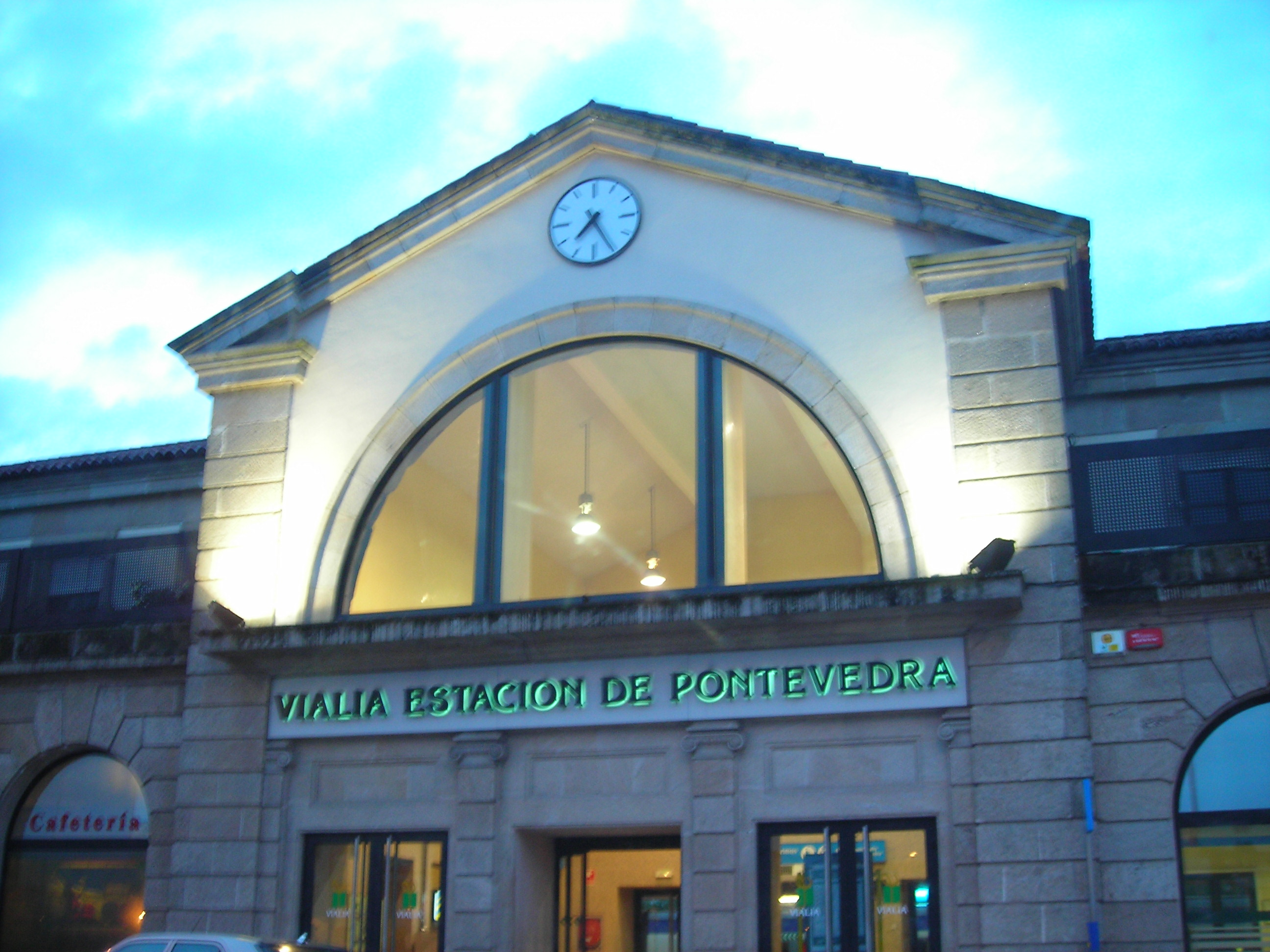
Stazione di Pontevedra
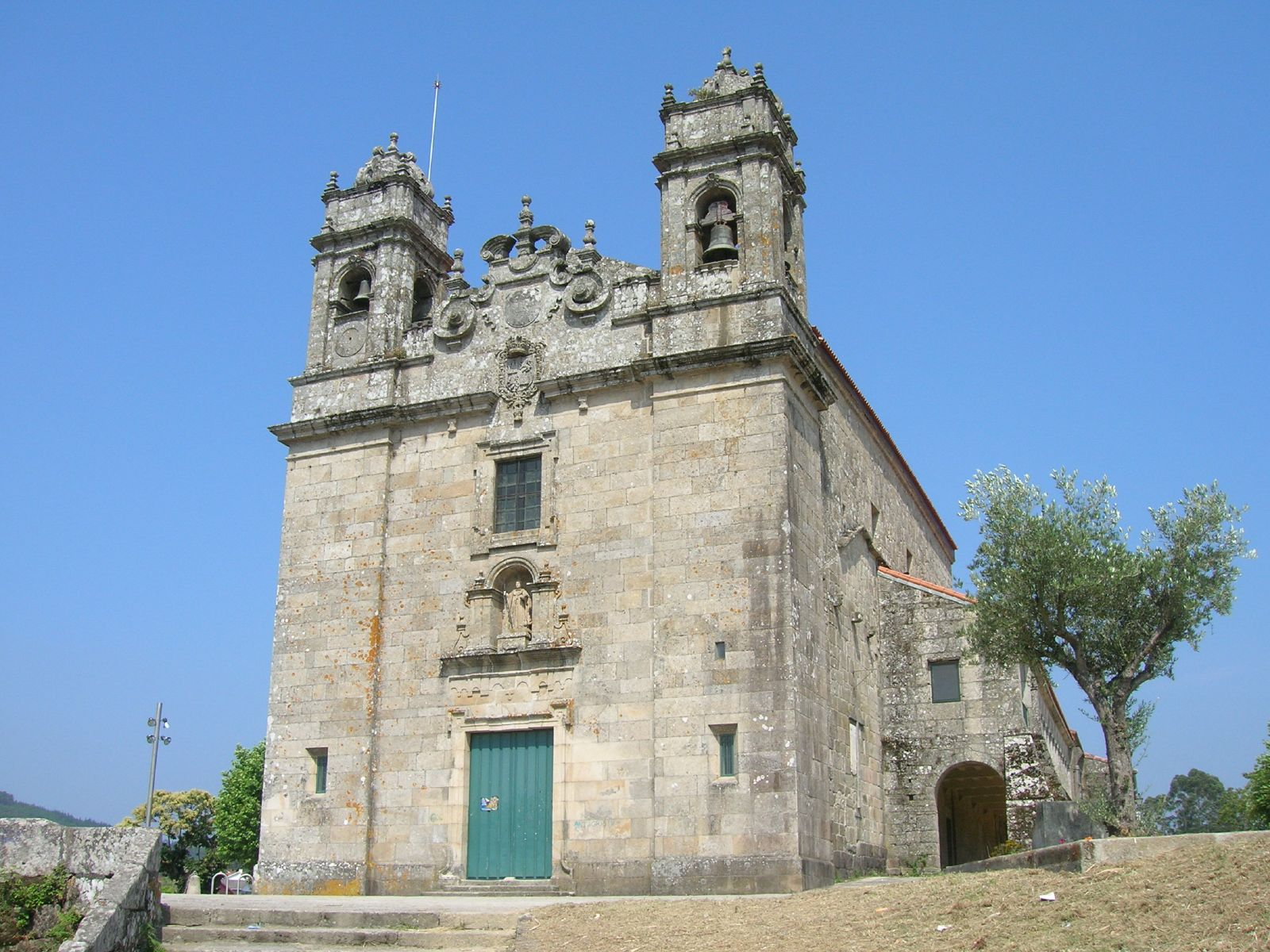
Chiesa del Monastero di San Benedetto di Lérez
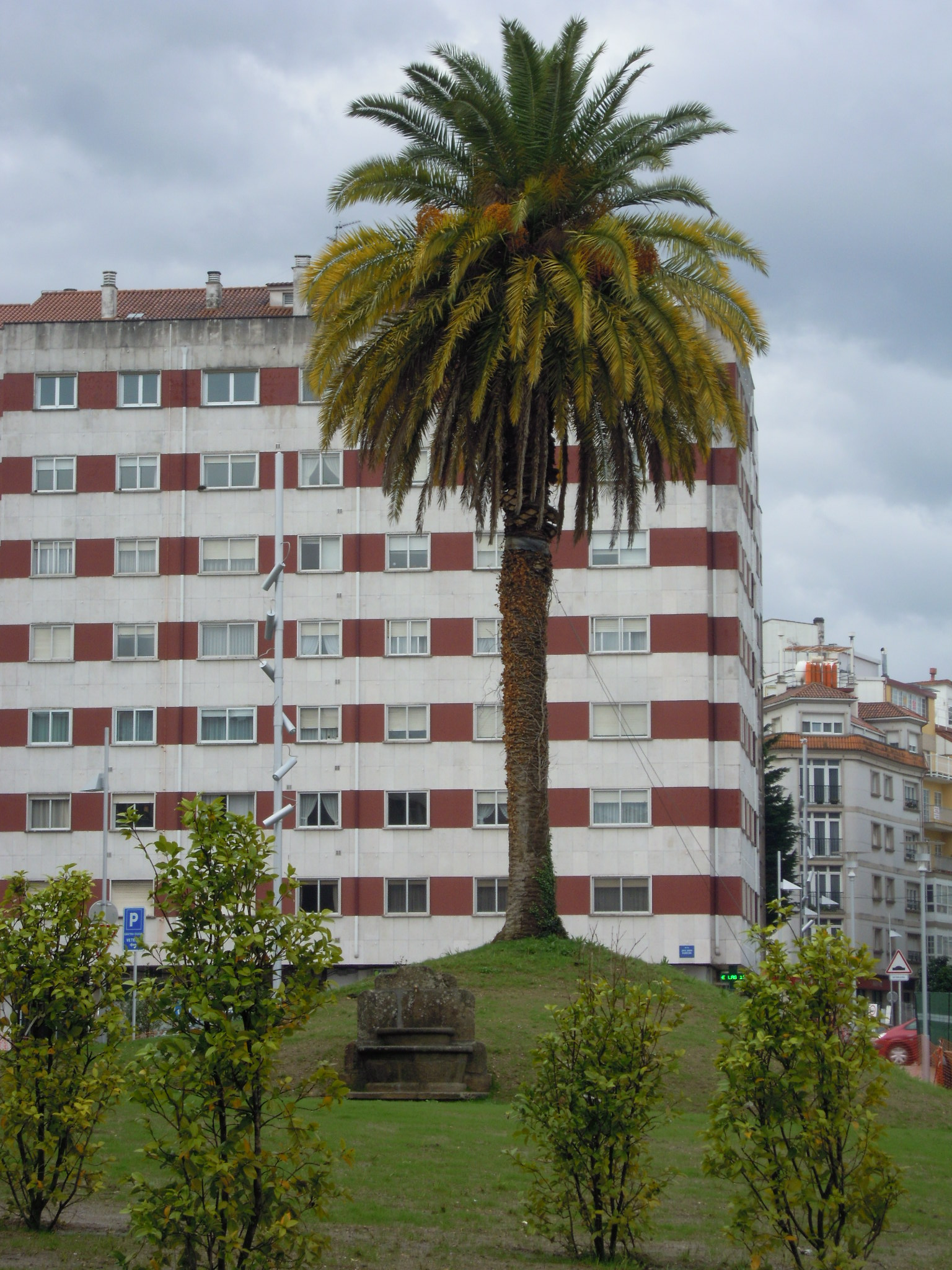
Fontana dell'Eiriña
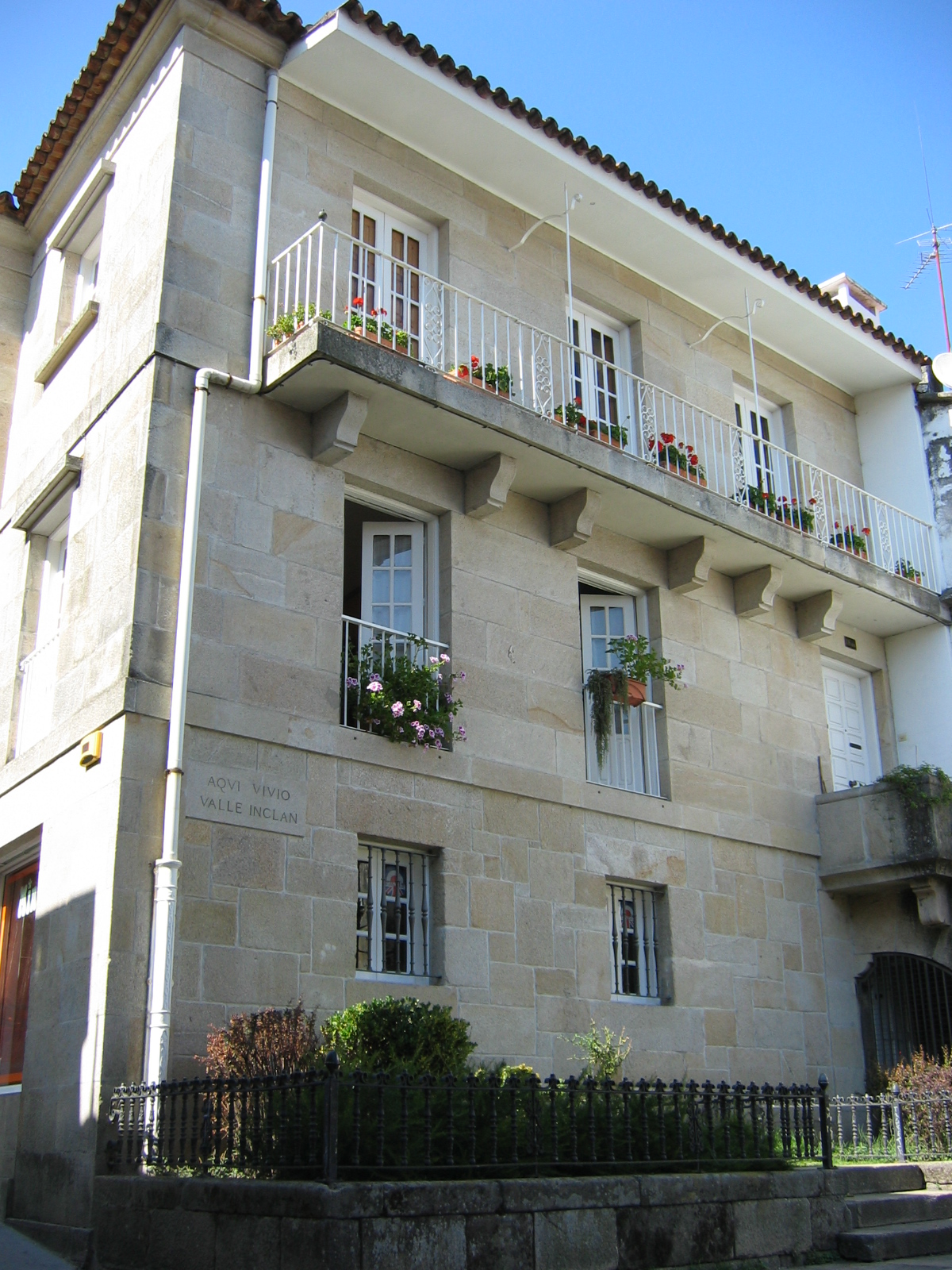
Casa dove ha abitato Valle-Inclán